# Brunnen in Aix-en-Provence

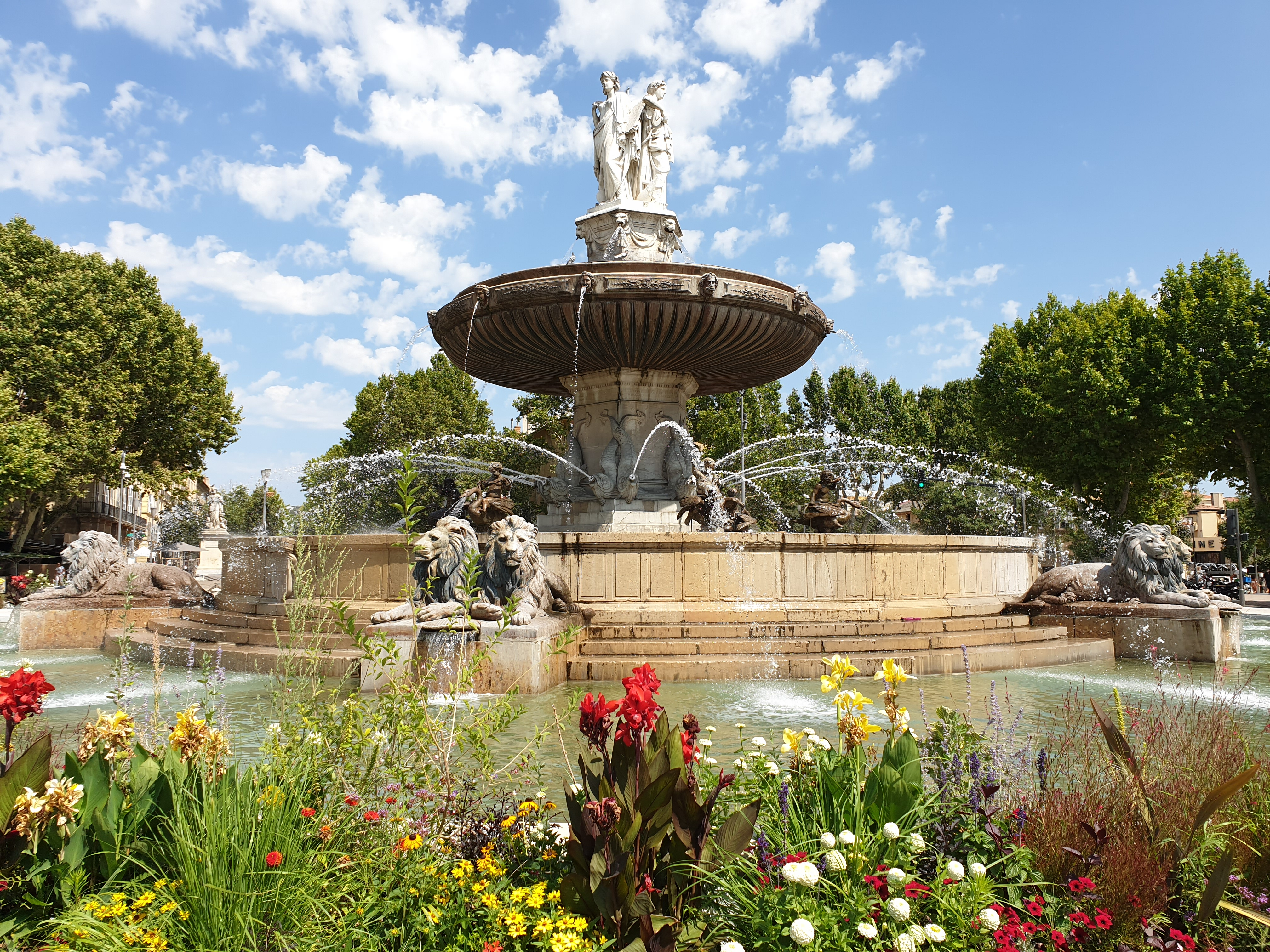
Brunnen an der Rotonde, Aix-en-Provence

Aix-en-Provence wird häufig als „Stadt der tausend Brunnen“ bezeichnet oder als die „Stadt des Wassers“. Man spricht dem Stadtzentrum von Aix-en-Provence offiziell ungefähr 250 öffentliche und private Brunnen zu, was bei einer Fläche von ungefähr 3 km² eine der höchsten Dichte an Brunnen in Europa bedeutet. Derzeit machen Brunnen auf Privatgrundstücken den Großteil aus. Einige Brunnen, die bereits zur Zeit der Römer existiert haben, sind heute nicht mehr zu finden.
In diesem Artikel werden die wichtigsten Brunnen des historischen Stadtzentrums aufgeführt, die vom öffentlichen Raum aus sichtbar und/oder zugänglich sind, und darüber hinaus auch einige andere in der Gemeinde Aix-en-Provence.
Ein Rundgang mit den bedeutendsten Brunnen wird vom Tourismus-Büro der Stadt Aix-en-Provence vorgeschlagen. Die zehn ausgewählten Brunnen sind der Brunnen an der Rotonde, der Pascal-Brunnen, die Brunnen der Thermen des Sextius, der Espéluque-Brunnen, der Brunnen am Rathaus, der Brunnen am Place d'Albertas, der Brunnen des Roi René, der „Moos-Brunnen“ (auch Warm-Wasser-Brunnen genannt), der Brunnen der Vier Delfine (Fontaine des Quatre-Dauphins) und der Brunnen der Neun Kanonen (Fontaine des Neuf-Canons).

## Liste der Brunnen nach Stadtvierteln
Hier befindet sich eine Auswahl einiger Brunnen in Aix-en-Provence, geordnet nach Stadtvierteln:

### Rotonde-Mirabeau

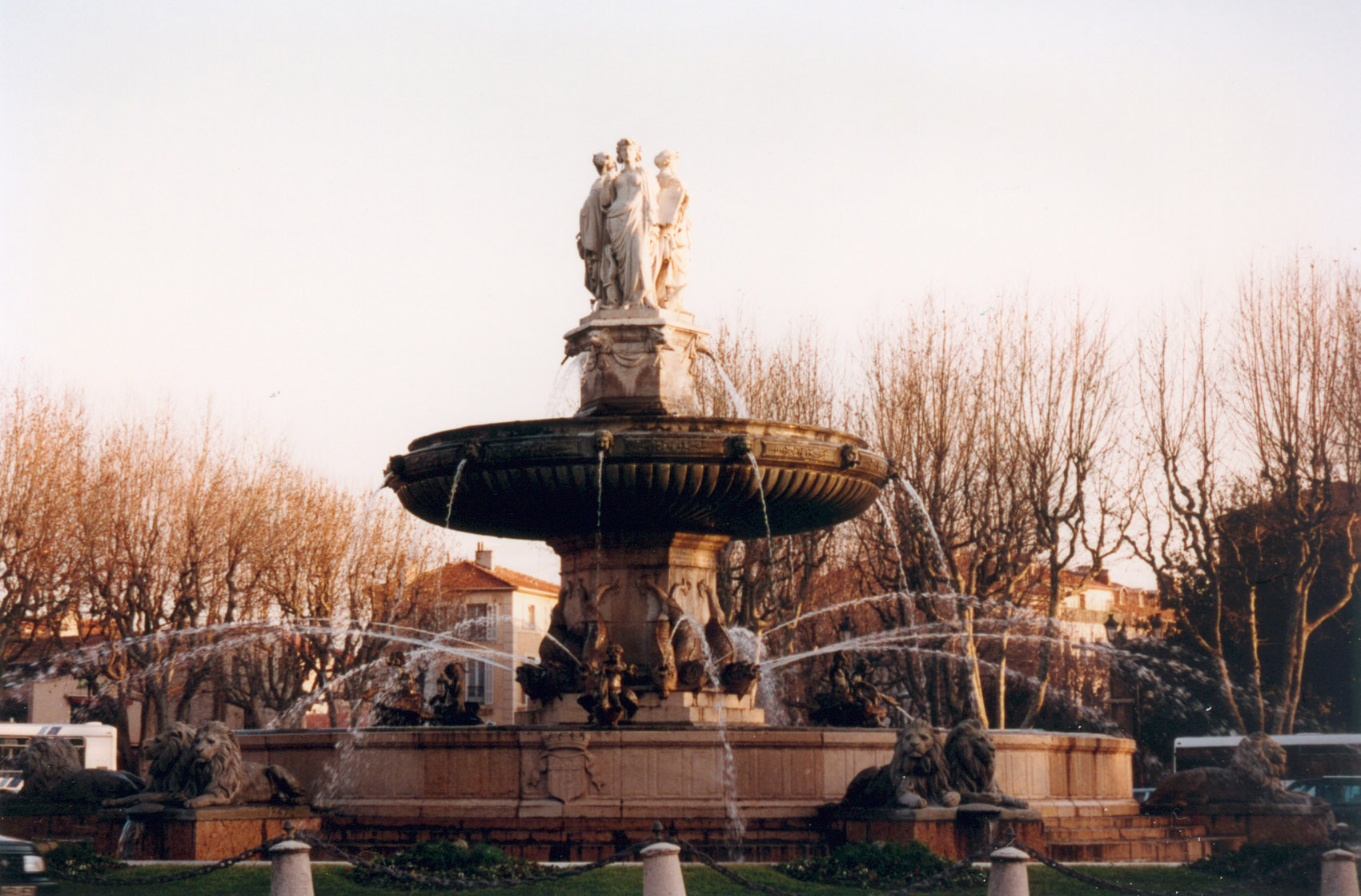
Brunnen an der Rotonde  (Fontaine de la Rotonde), 1860 erbaut
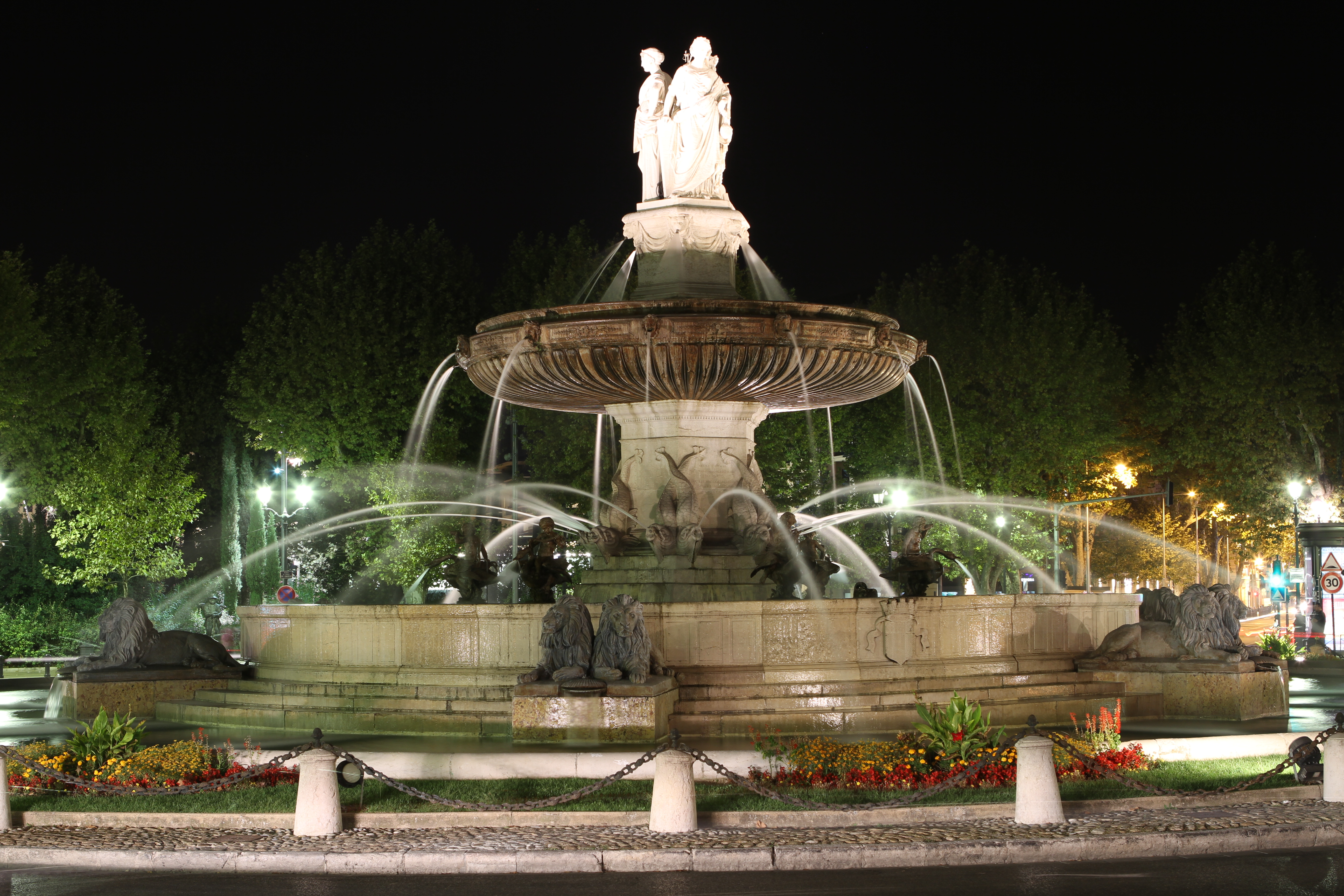
Brunnen an der Rotonde bei Nacht
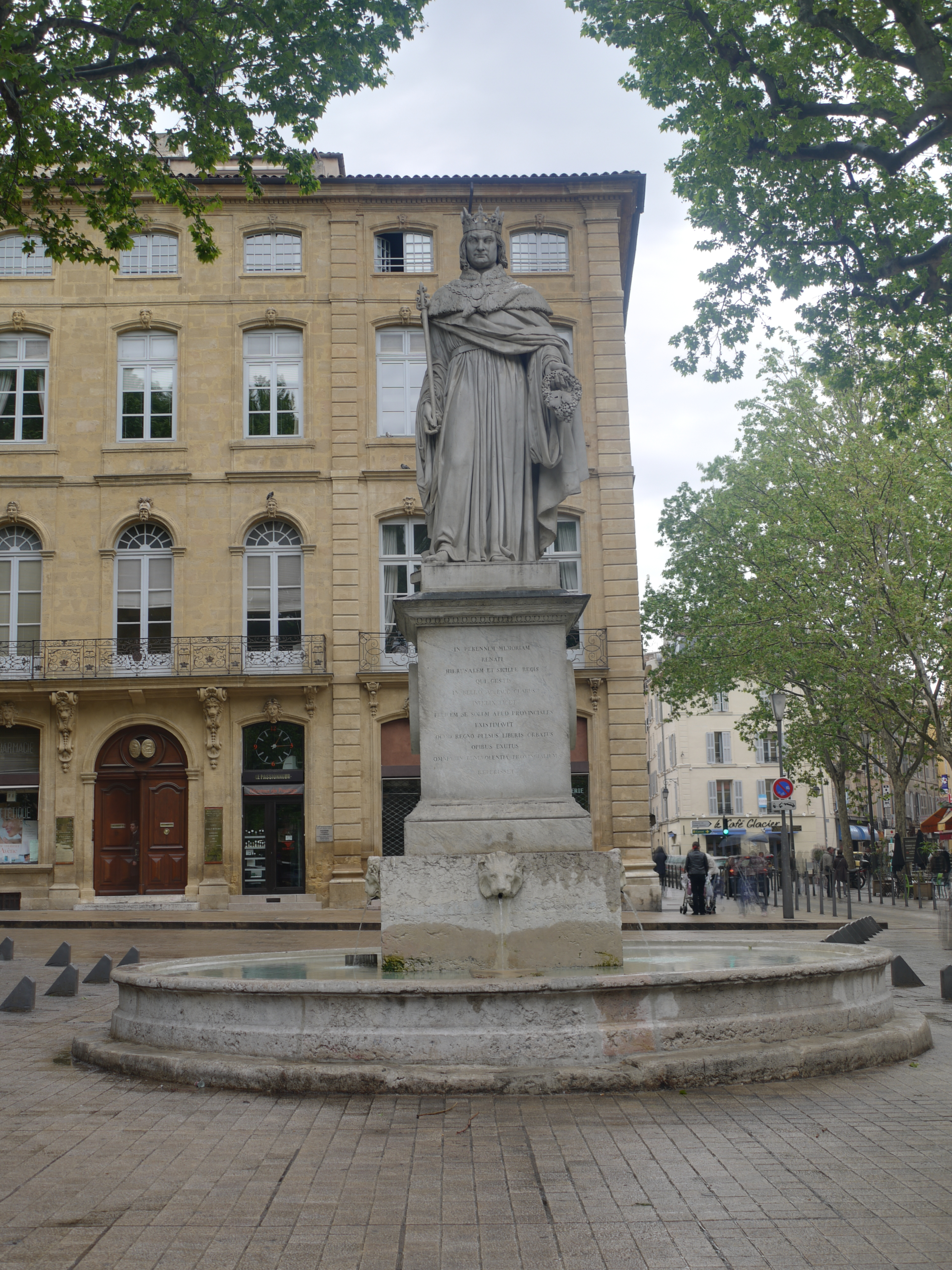
Fontaine du Roi René - Cours Mirabeau
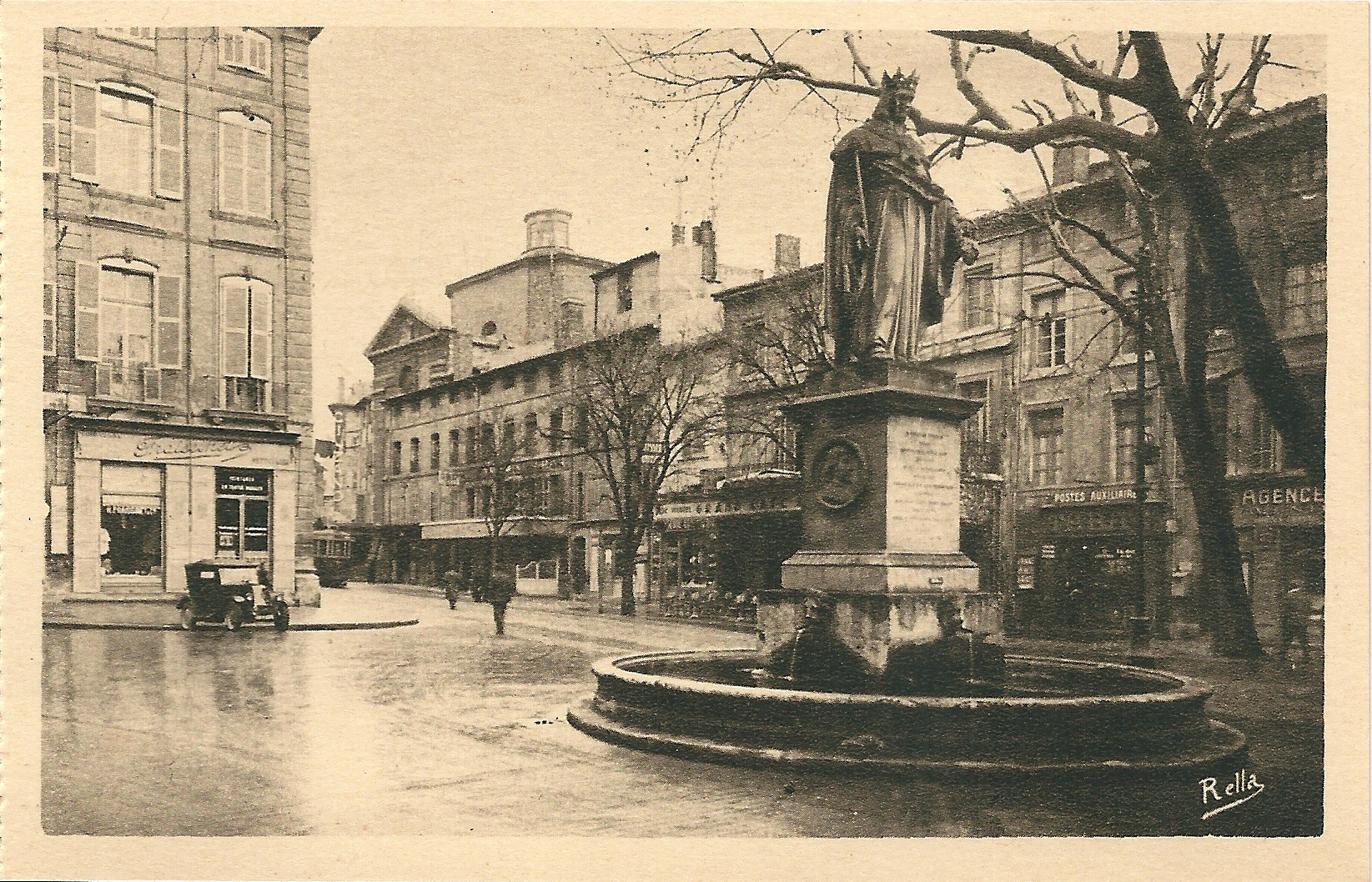
Statue und Brunnen des Roi René um 1930
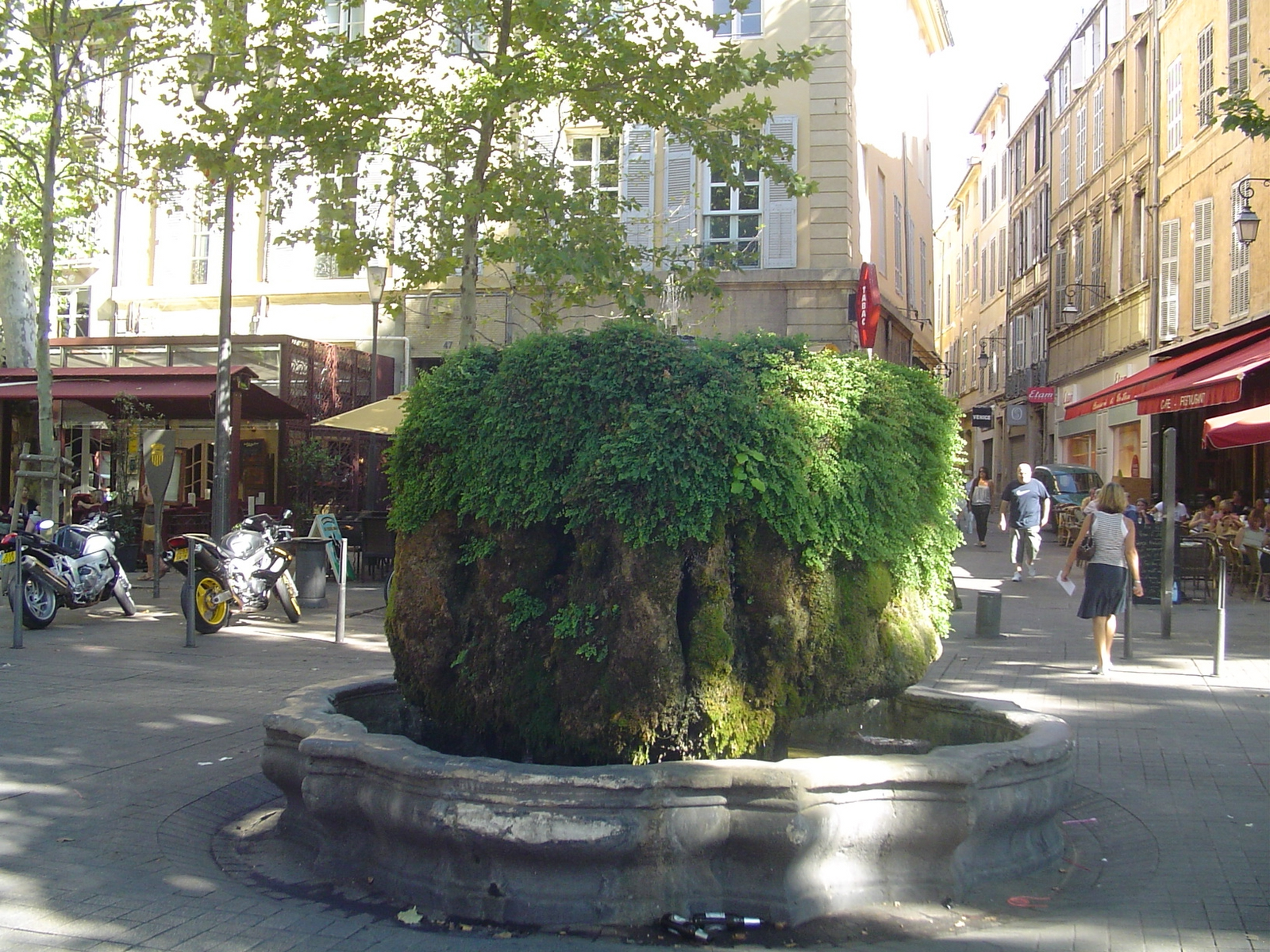
„Moos-Brunnen“ oder „Warm-Wasser-Brunnen“, Fontaine d’Eau Chaude (Fontaine Moussue), Cours Mirabeau
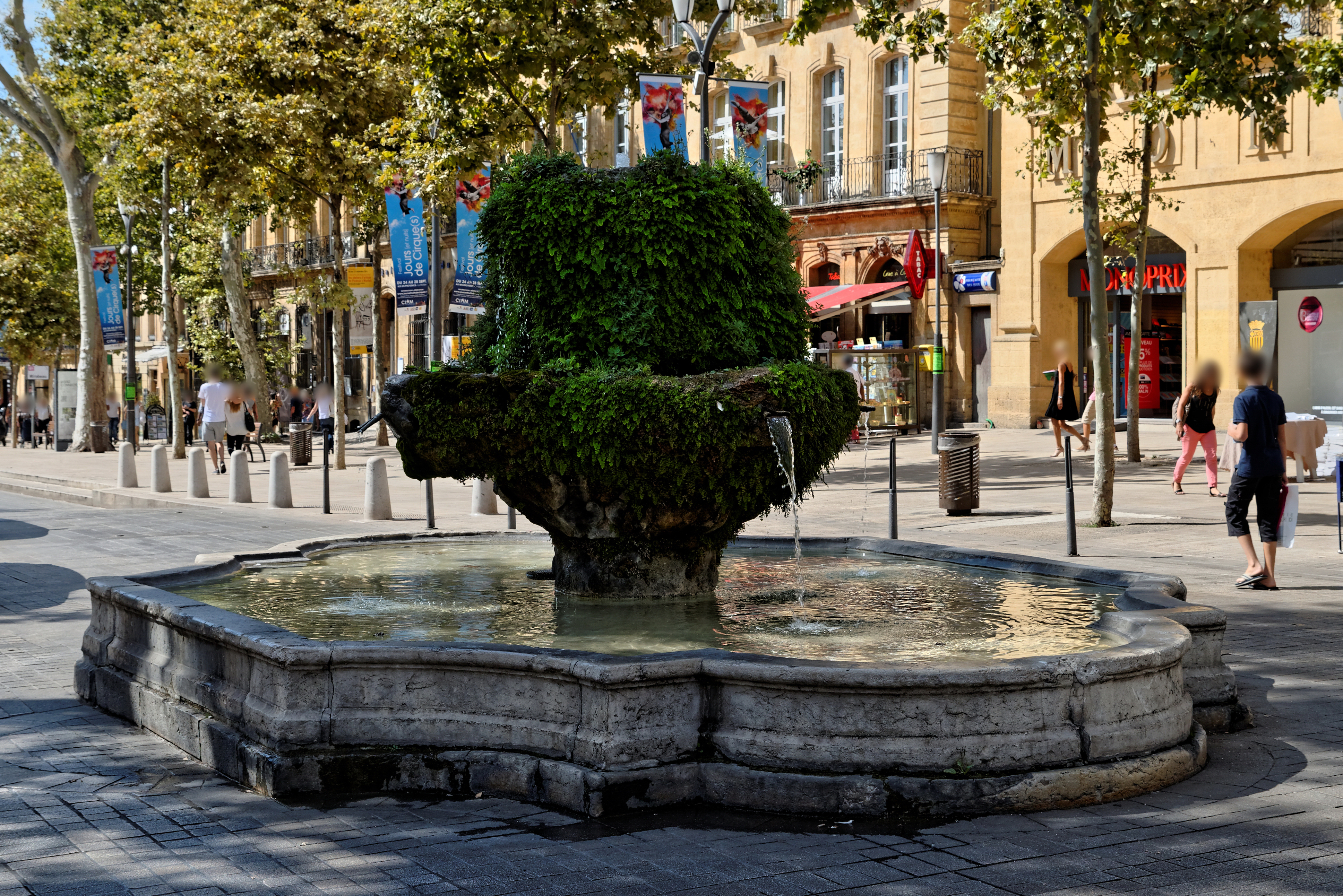
Brunnen der neun Kanonen (Fontaine des Neuf-Canons)
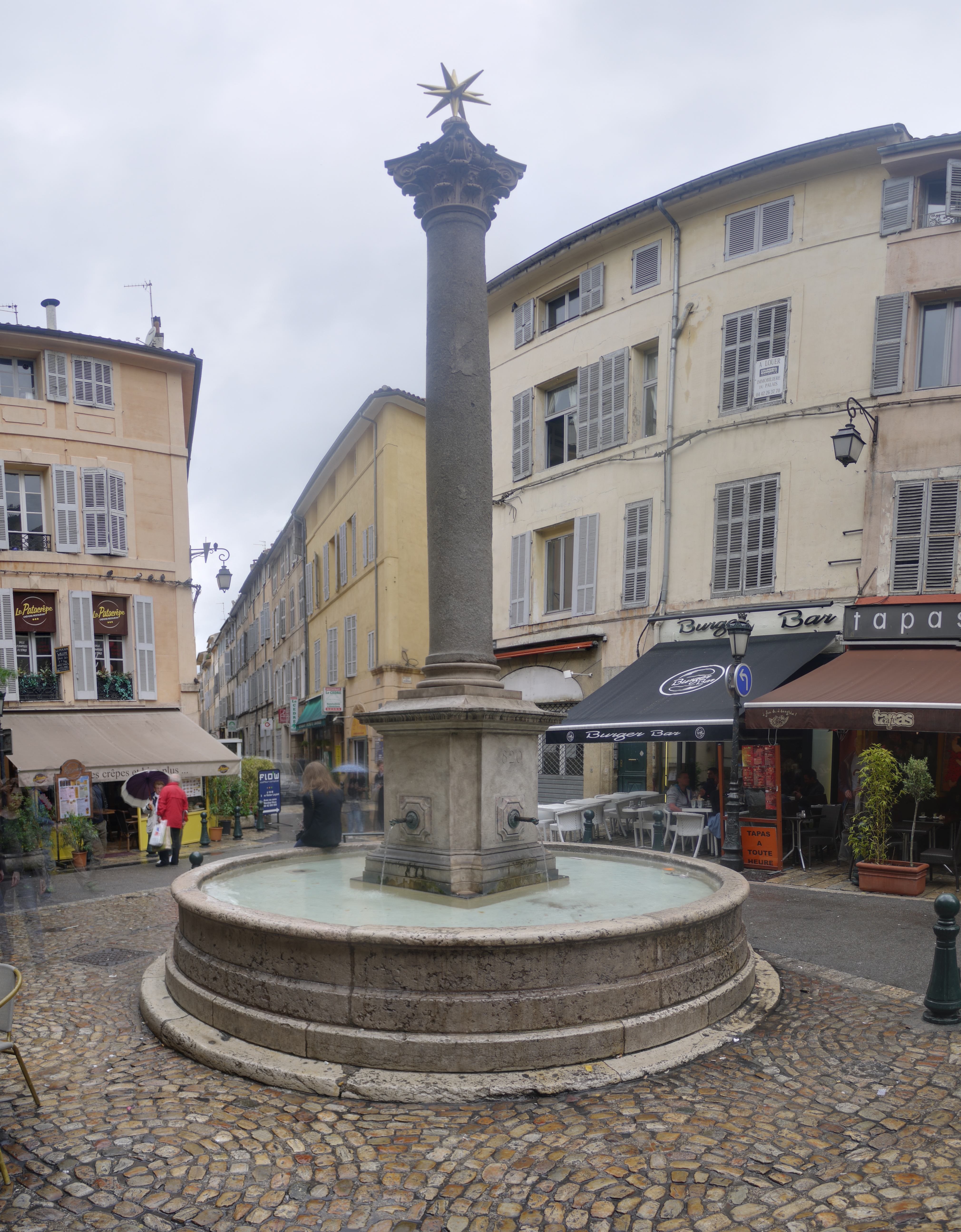
Brunnen der Augustiner (Fontaine des Augustins), place des Augustins, inscrit 1949

### Mazarin

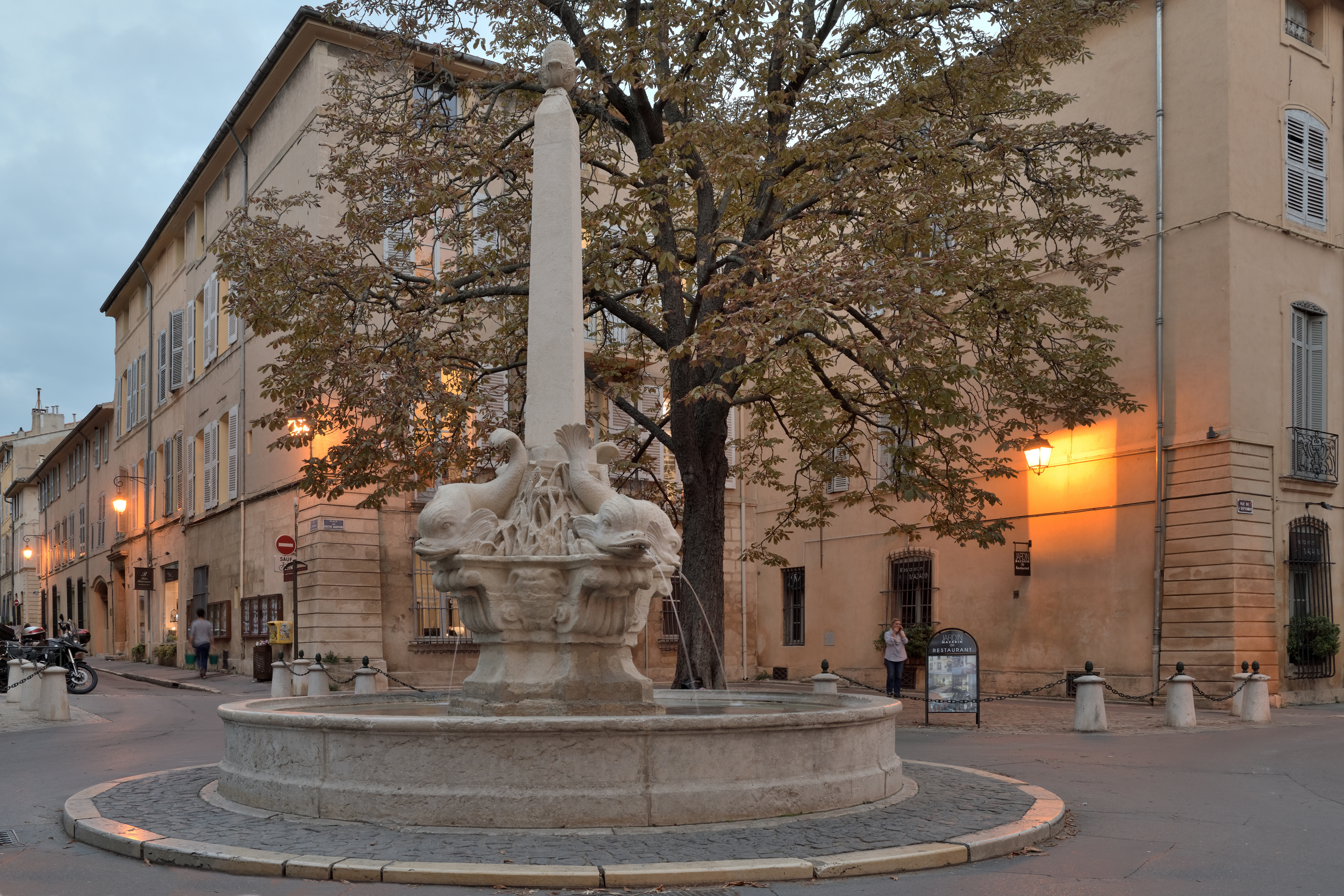
Fontaine des Quatre-Dauphins Classé 1905
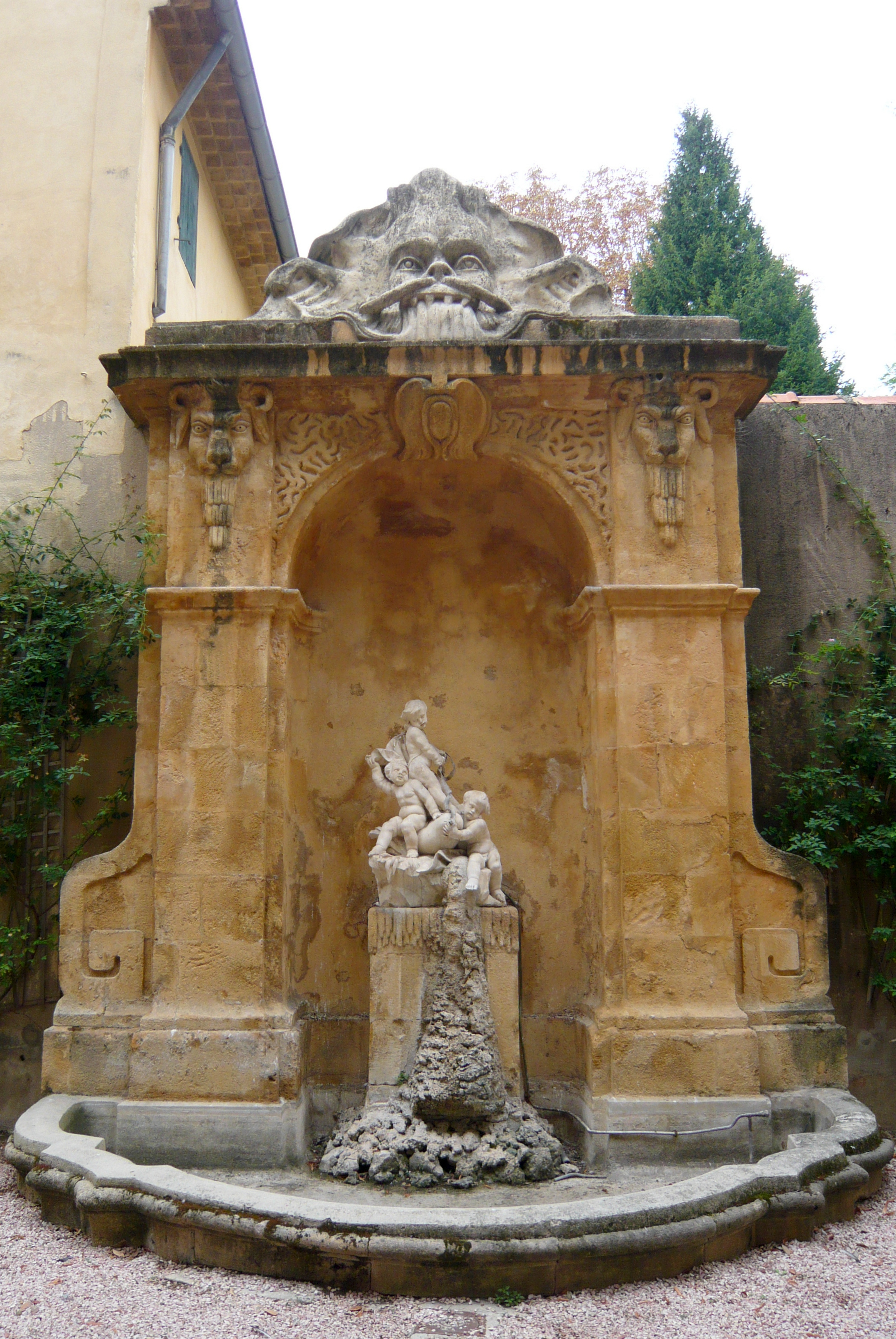
Fontaine de l'hôtel de Valori, rue Cardinale, inscrit 1929
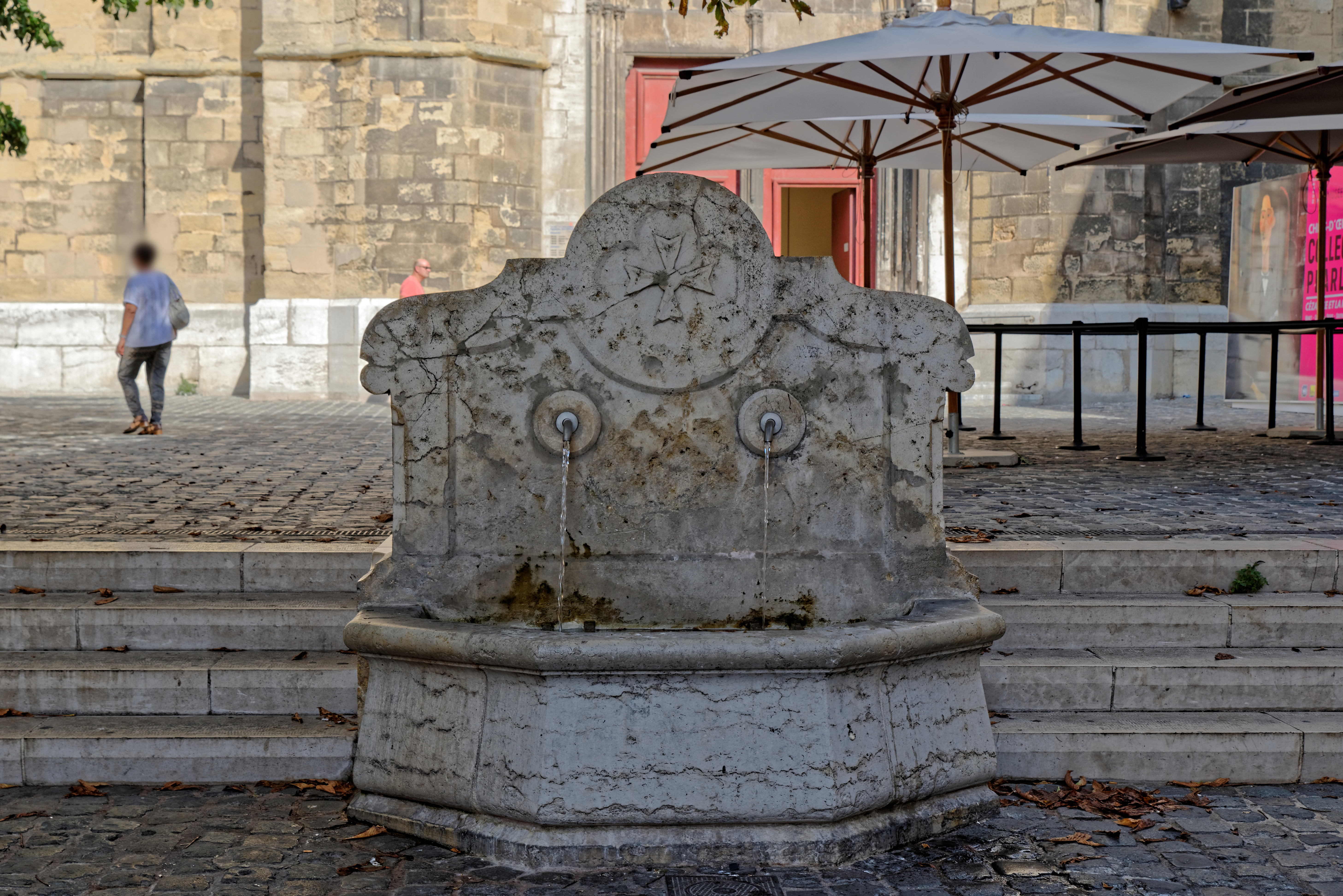
Fontaine Saint Jean de Malte, devant le Musée Granet
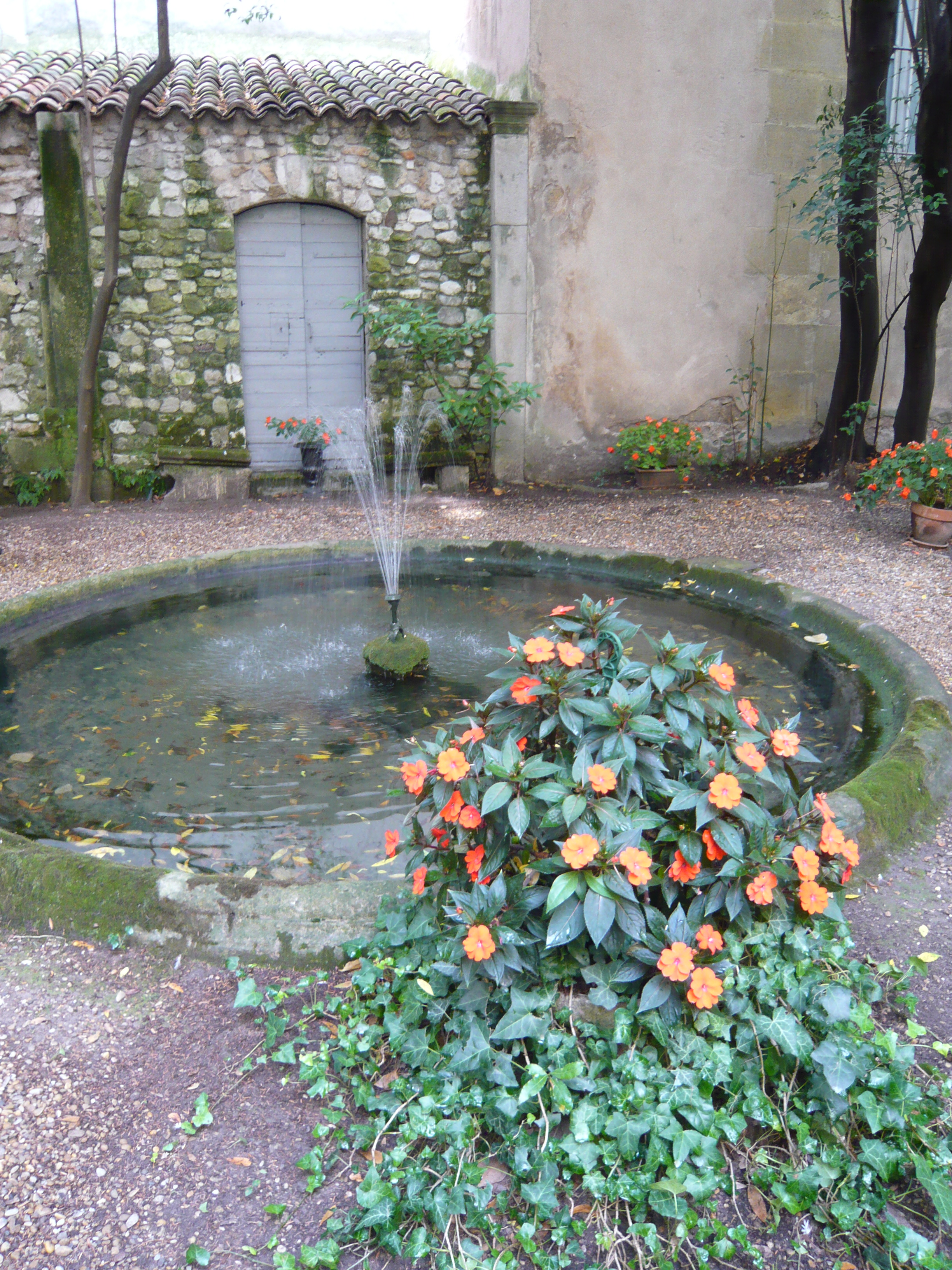
Fontaine du jardin de l'hôtel d'Olivary (avec jet d'eau), rue Goyrand
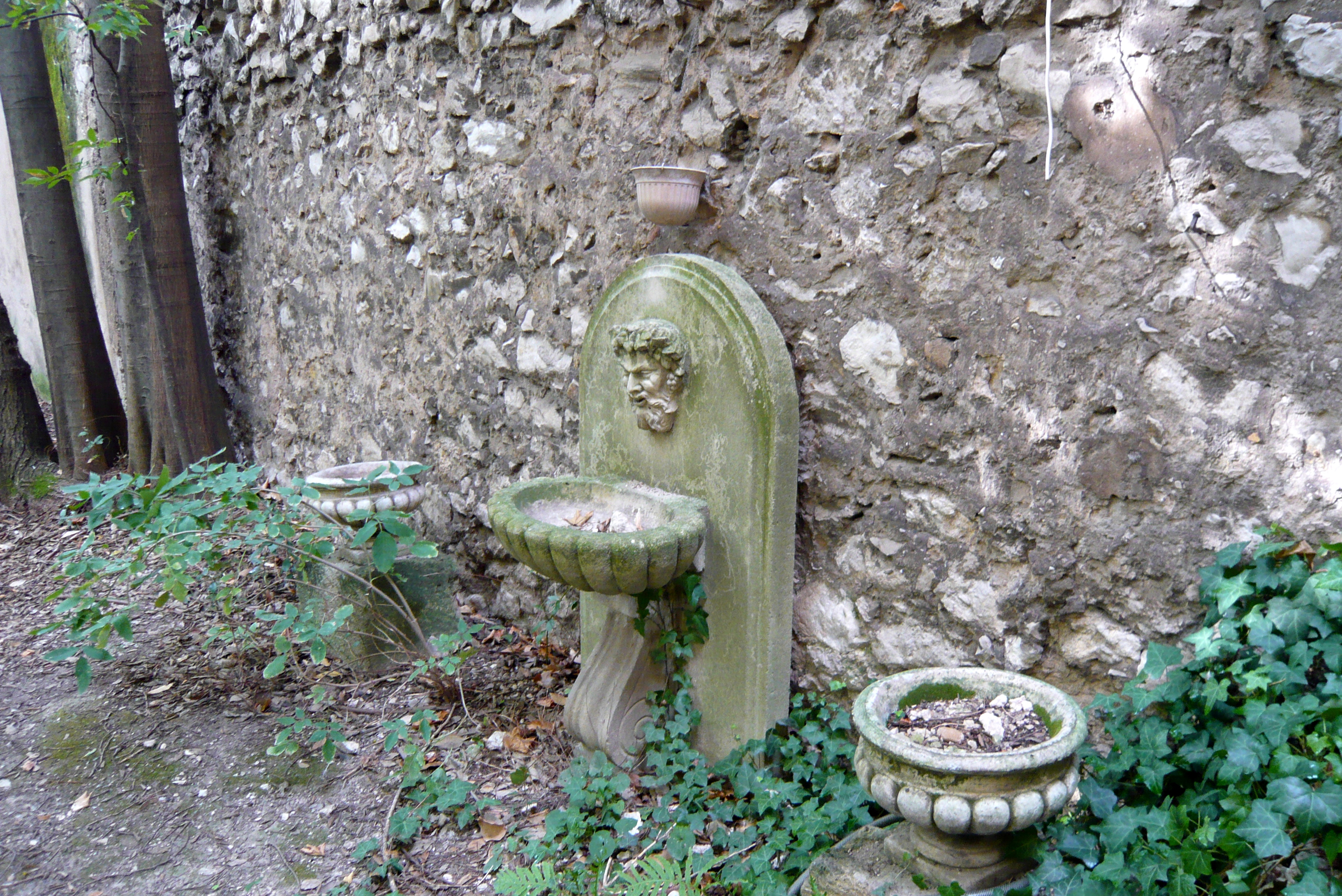
Petite fontaine du jardin de l'hôtel d'Olivary, rue Goyrand
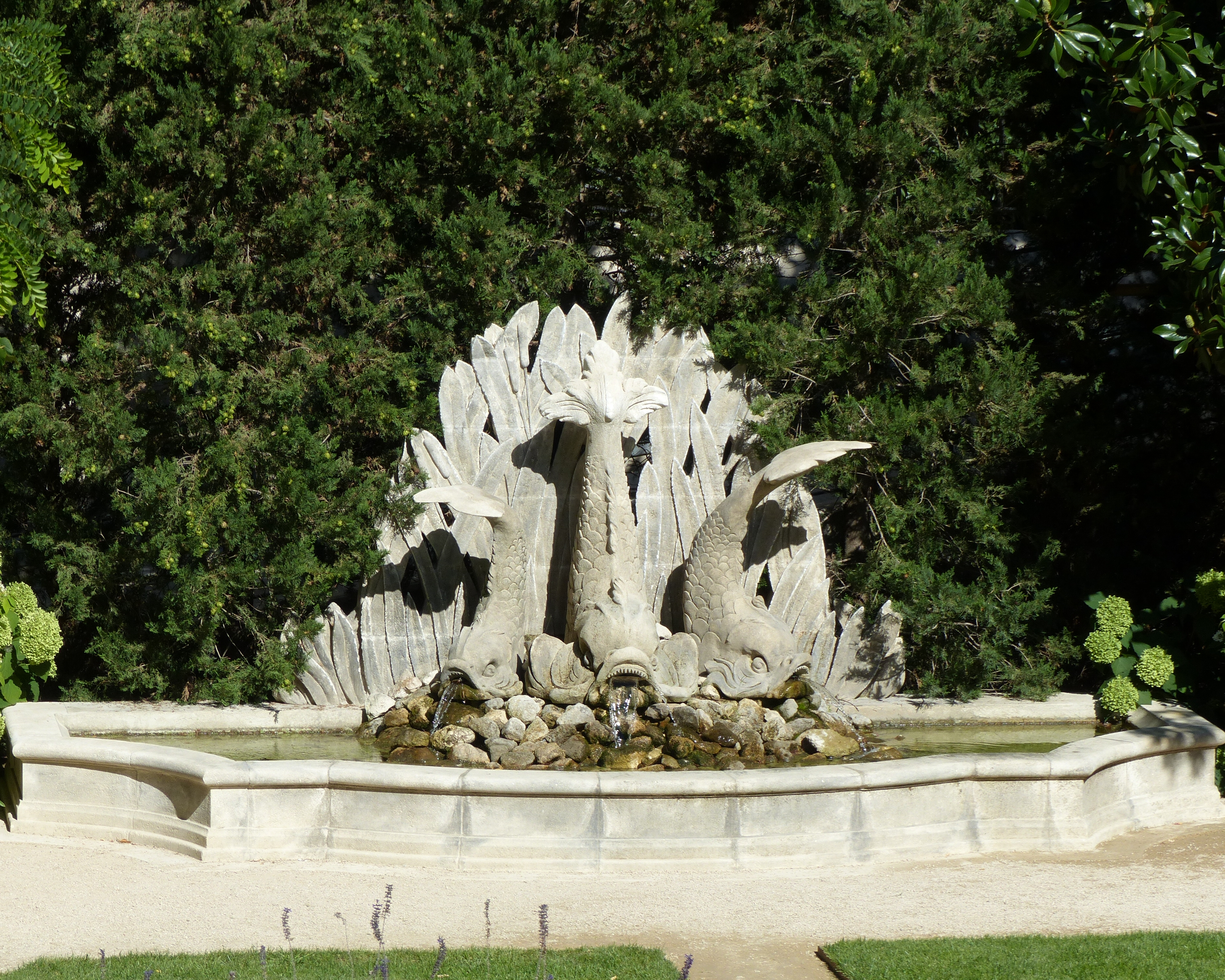
Fontaine du jardin à la française de l'hôtel de Caumont
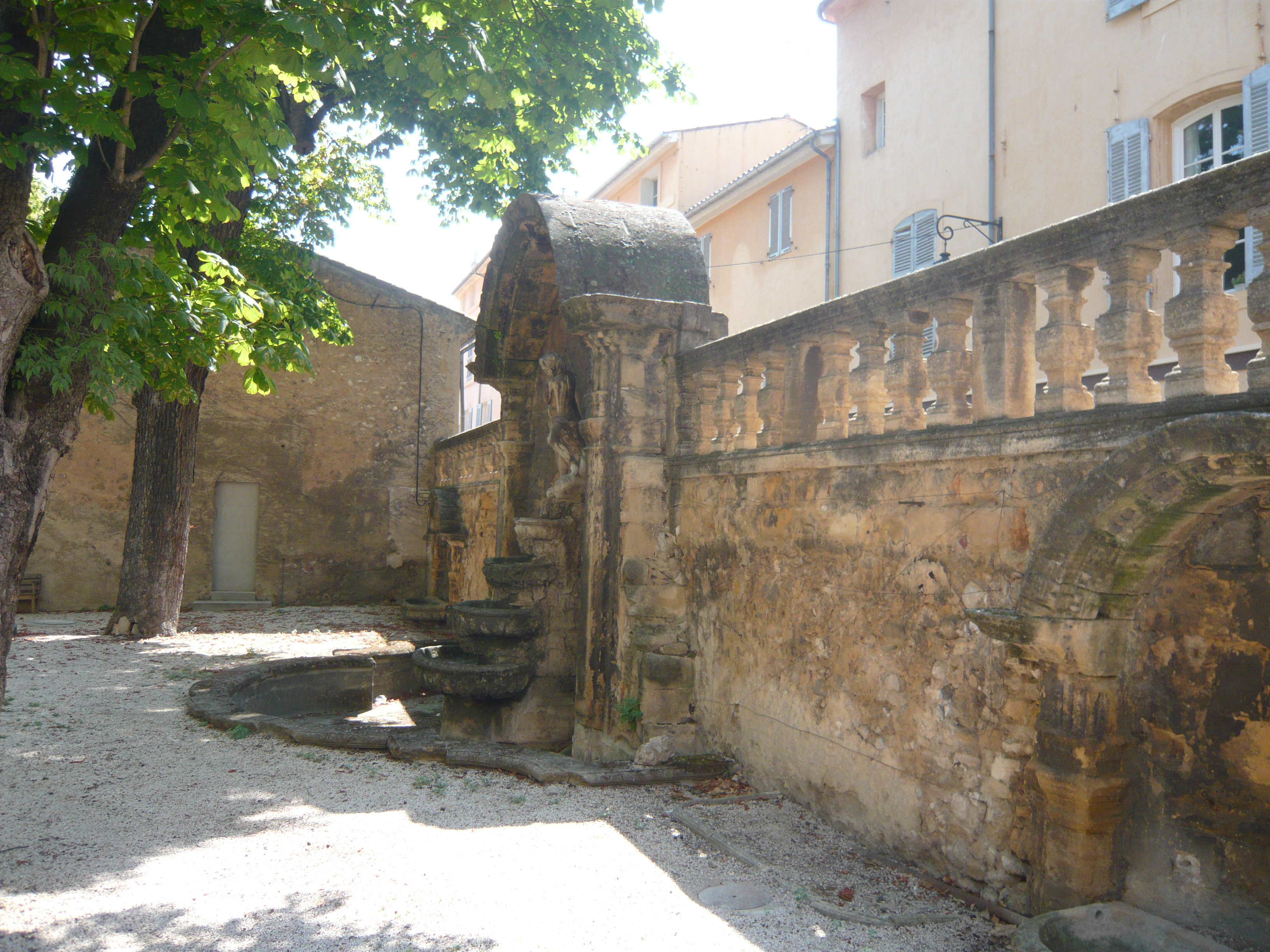
Fontaine du jardin de l'hôtel Maurel de Pontevès, rue Mazarine

### Saint-Sauveur

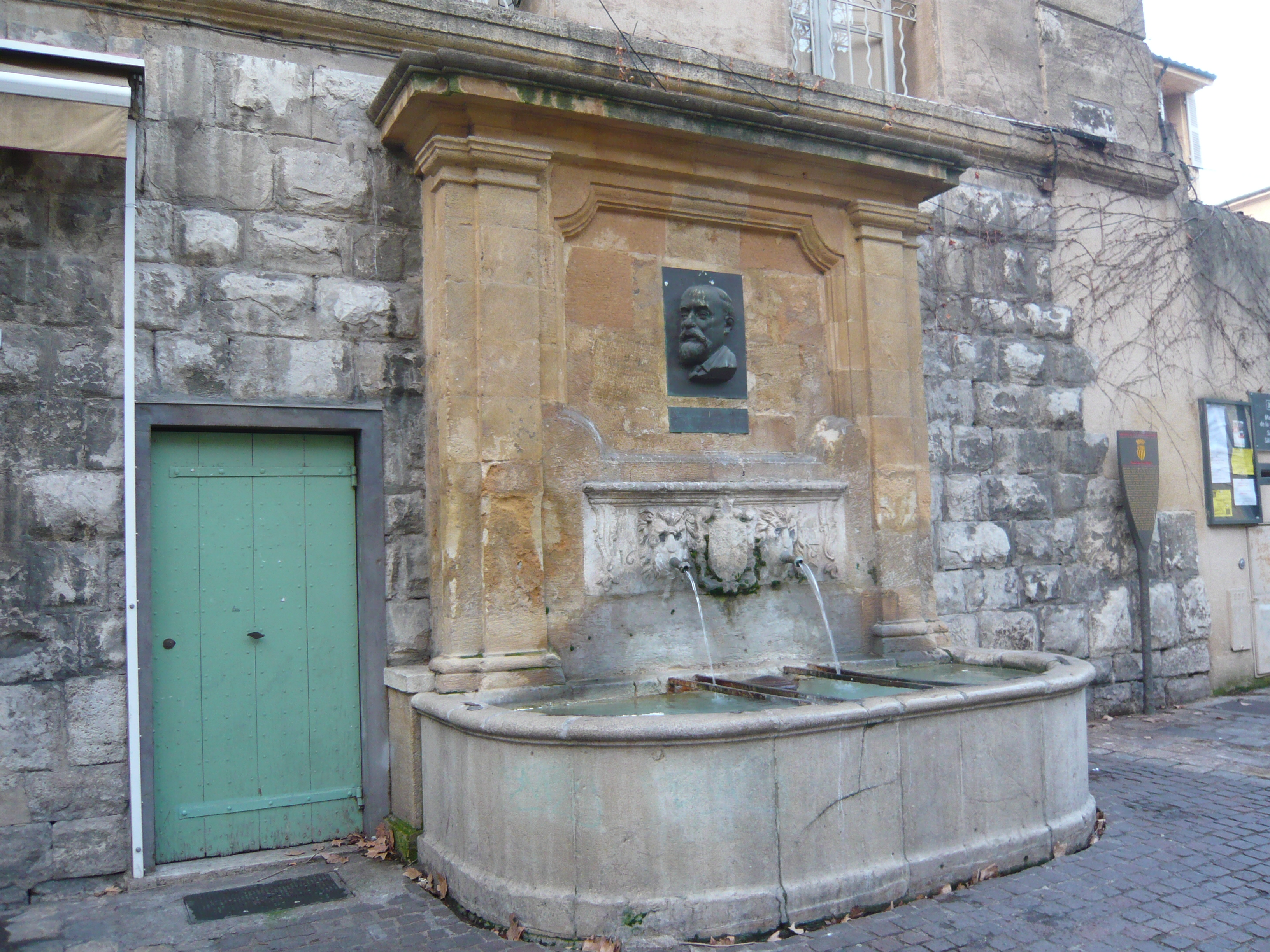
Fontaine d'Espéluque (ou de Marcel Provence), place de l'Archevêché, construite en 1618
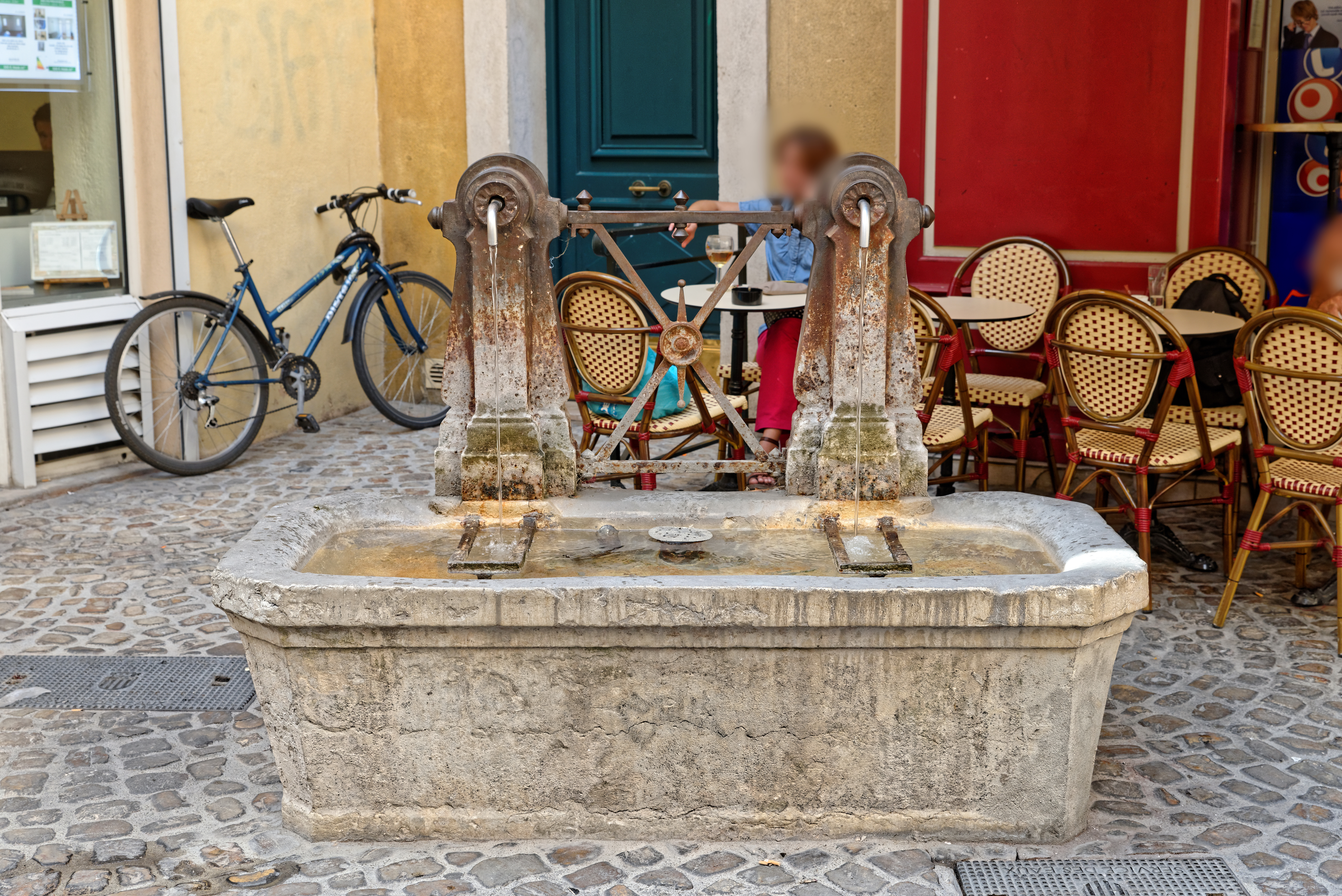
Fontaine des Deux Canons, rue Boulegon
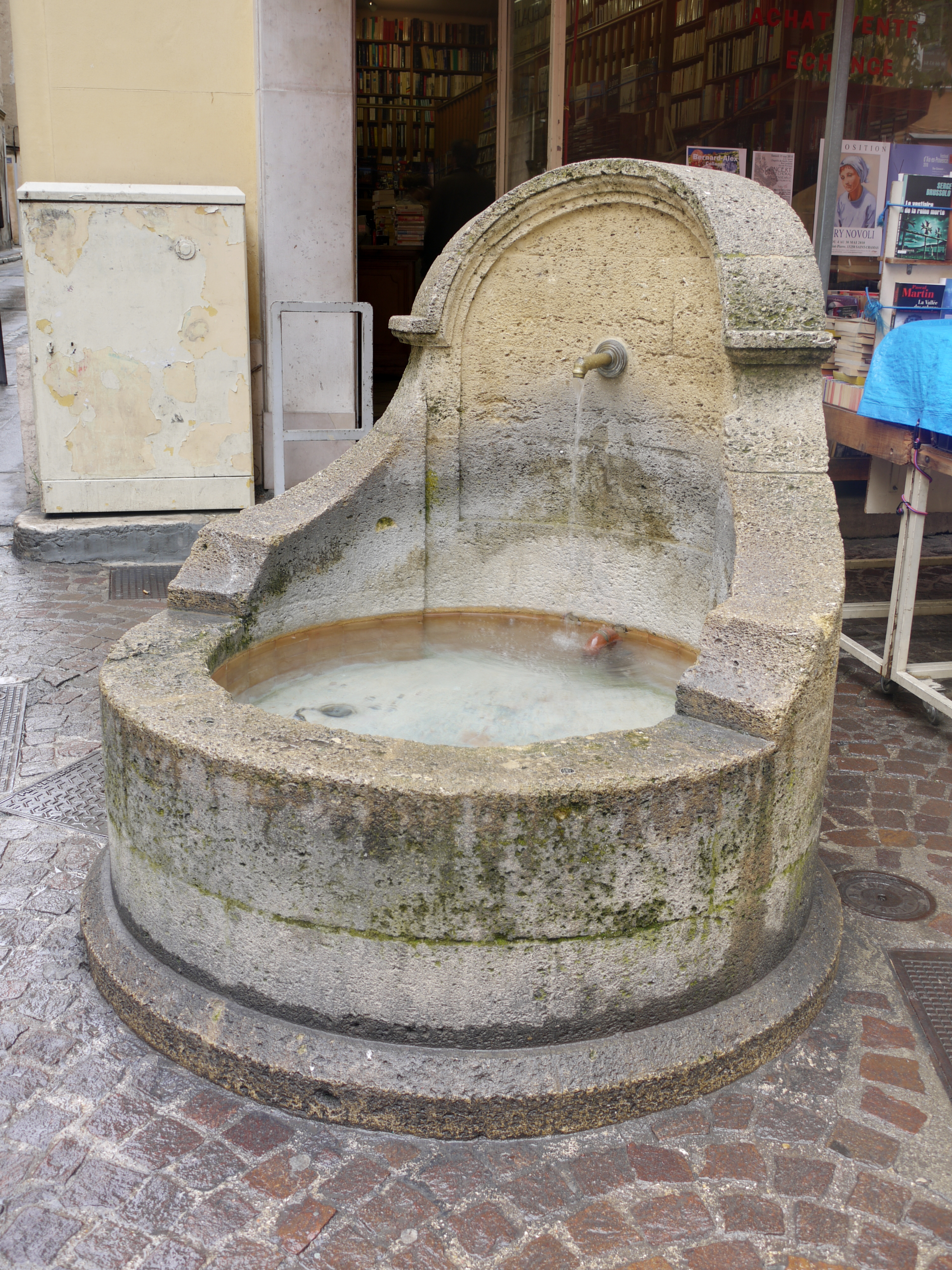
Fontaine Boulegon, 1 rue Boulegon, construite en 1532

### Cardeurs

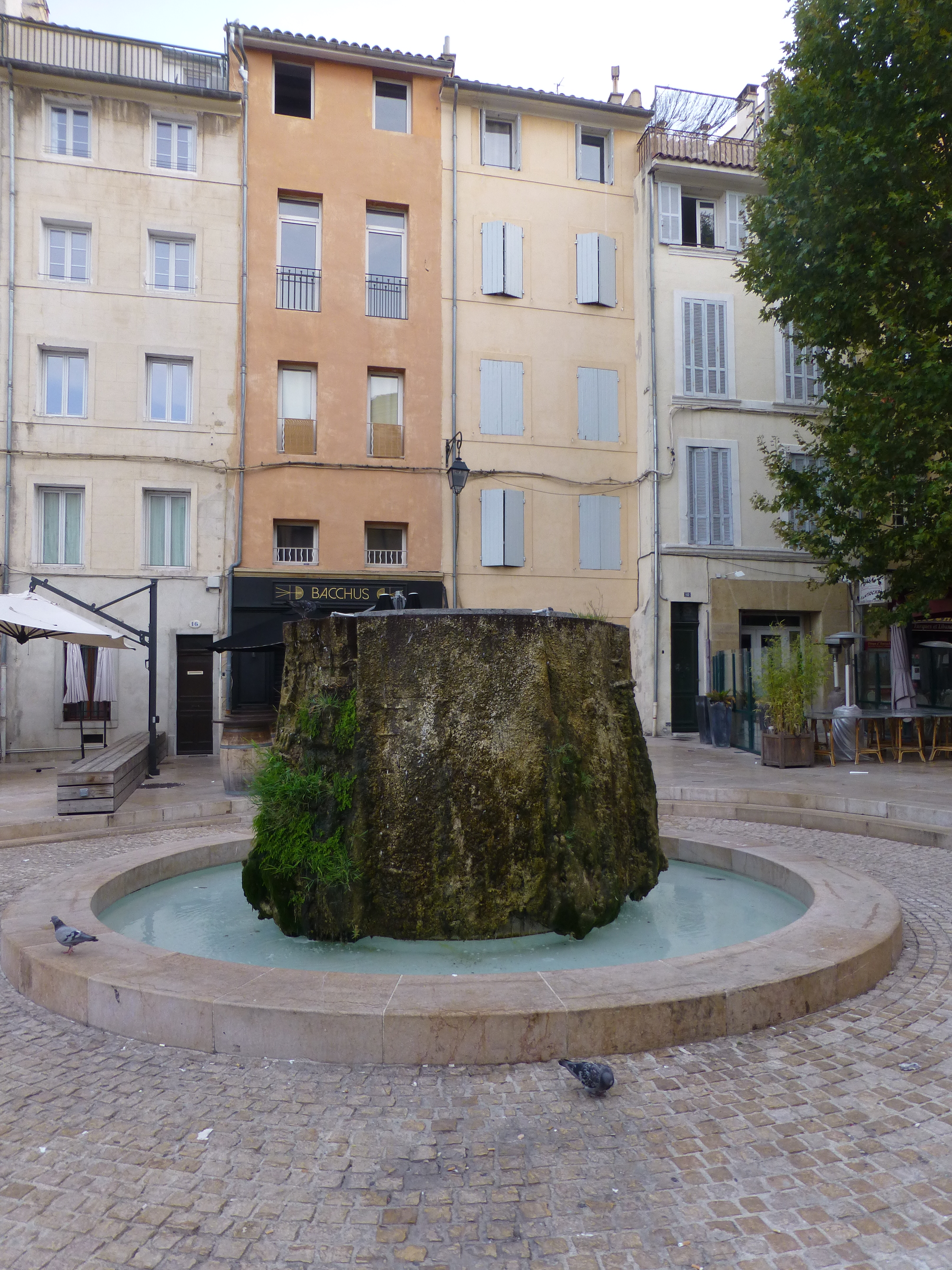
Fontaine amado, en haut du forum des Cardeurs
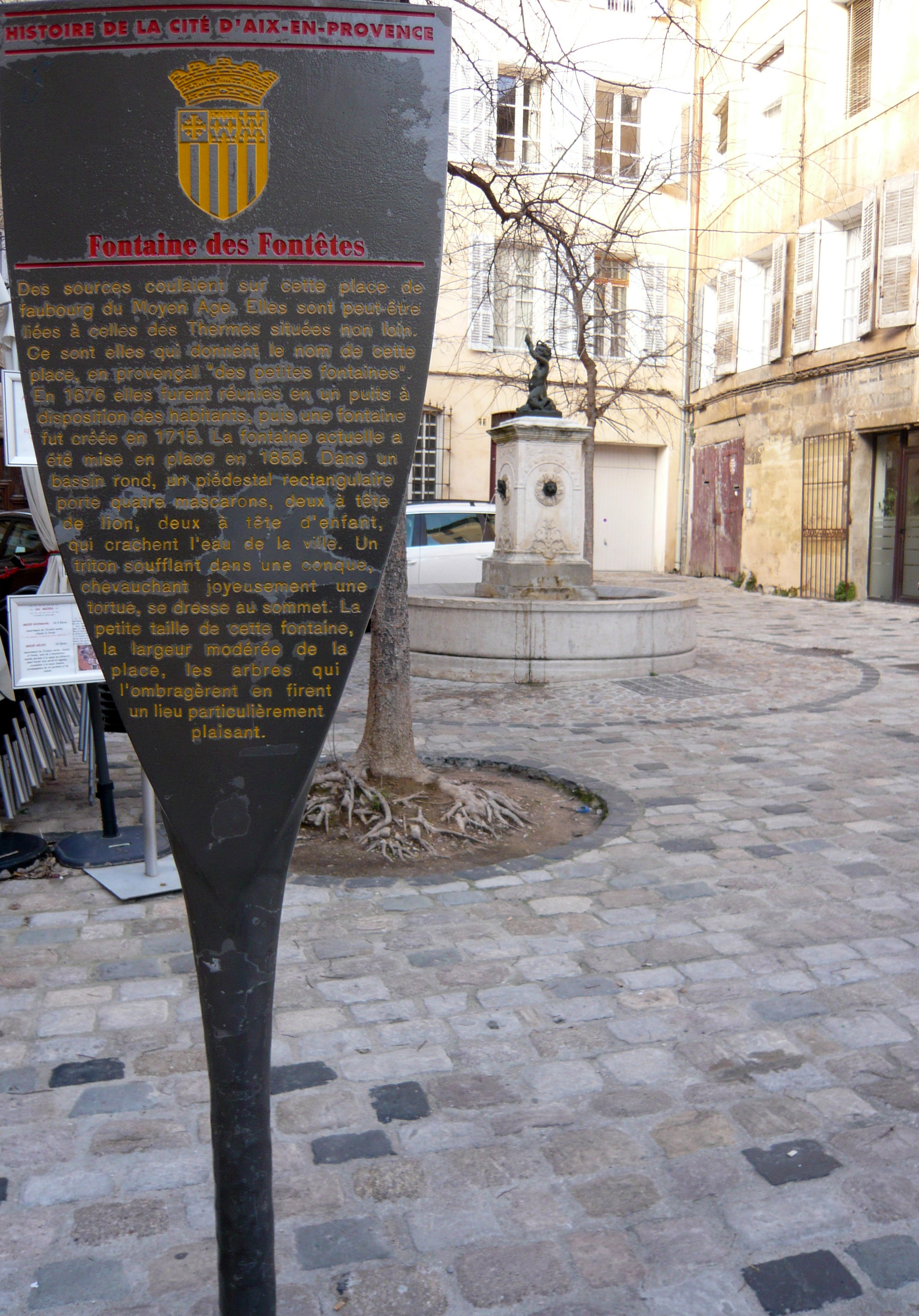
Fontaine des Fontêtes, place des Fontêtes, en bas du forum des cardeurs, construite en 1858
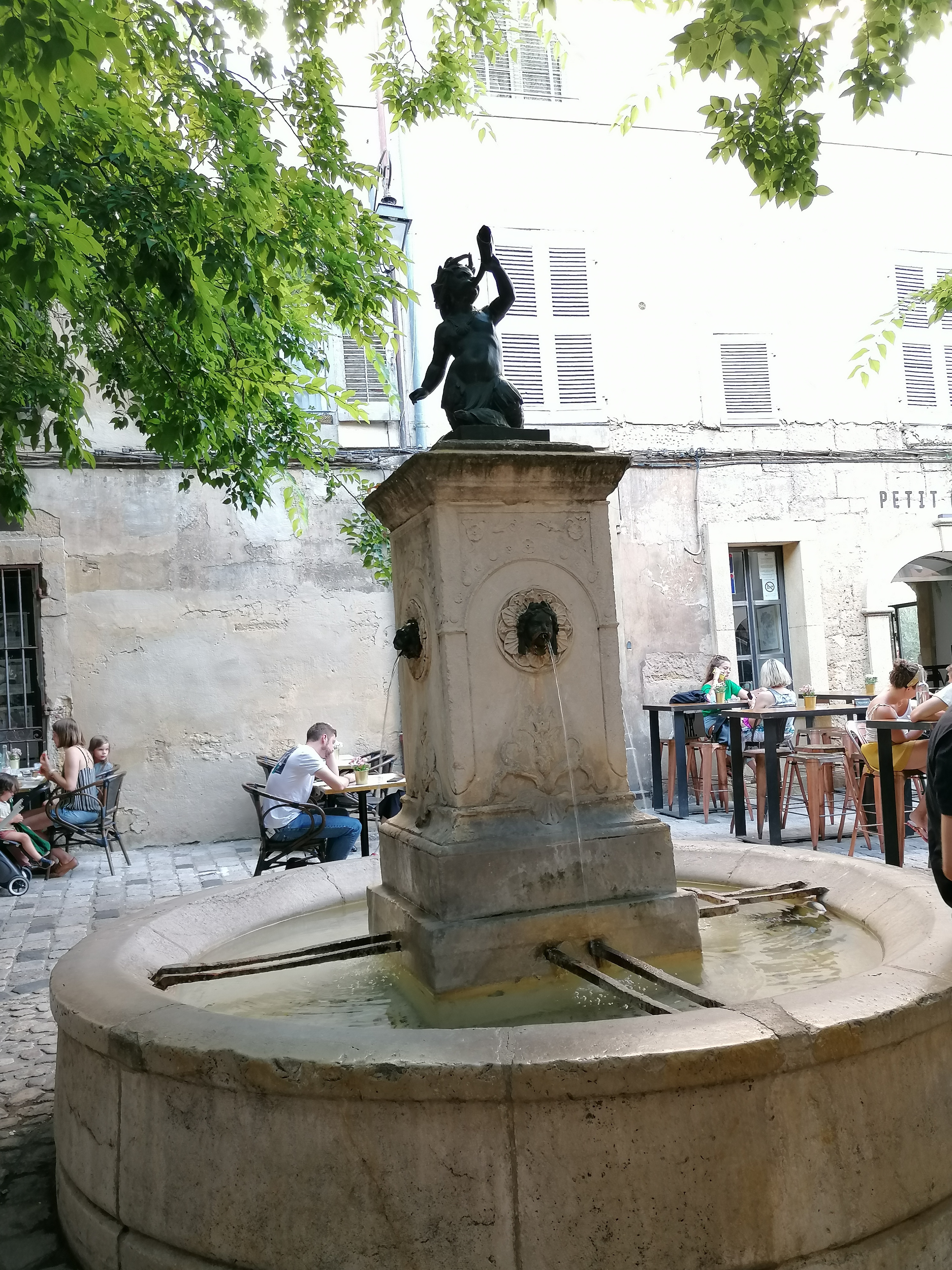
Fontaine des Fontêtes, Place des Cardeurs

### Mairie - Richelme

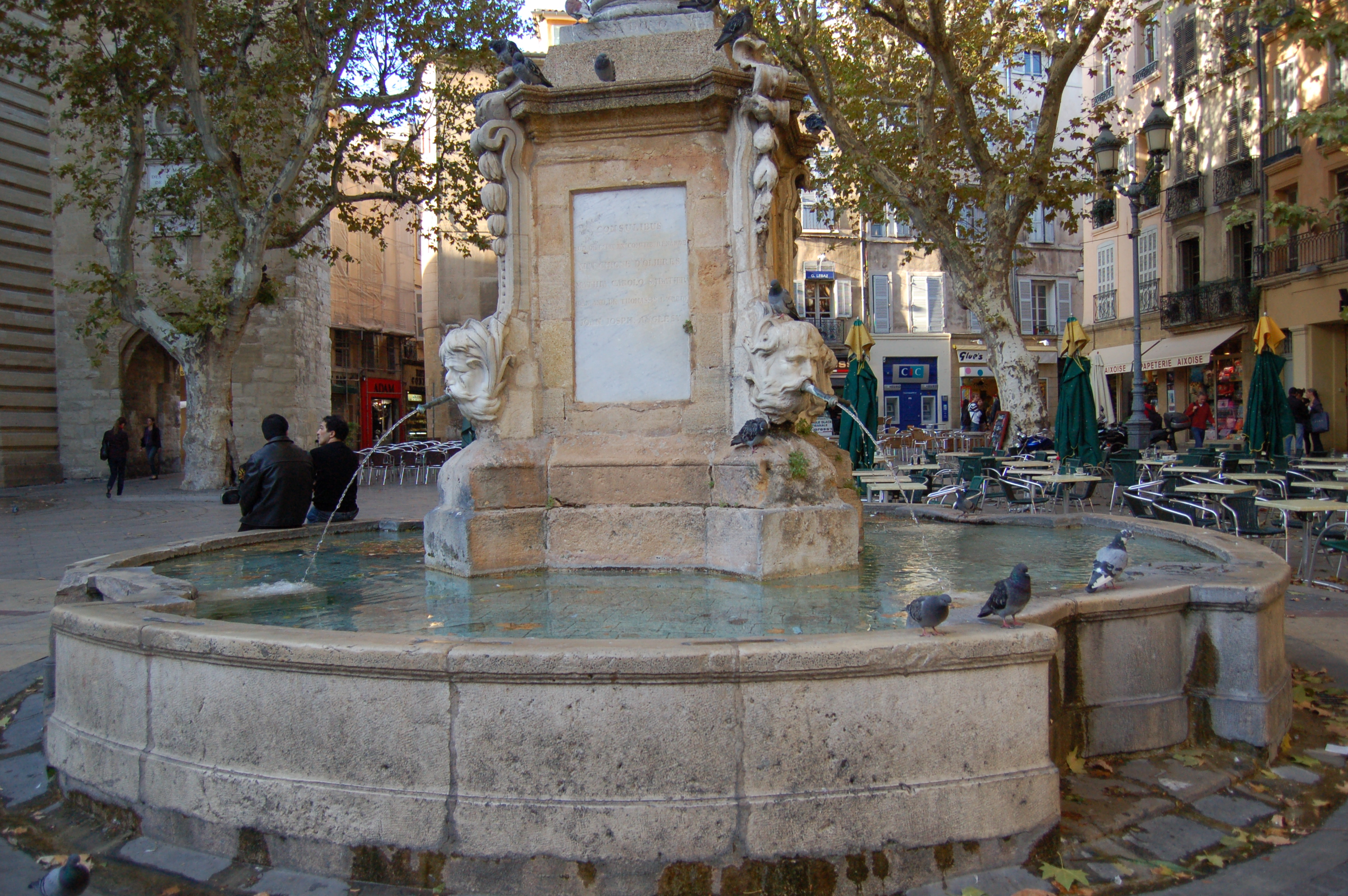
Fontaine de l’Hôtel de Ville, inaugurée en 1756, vlassé 1905
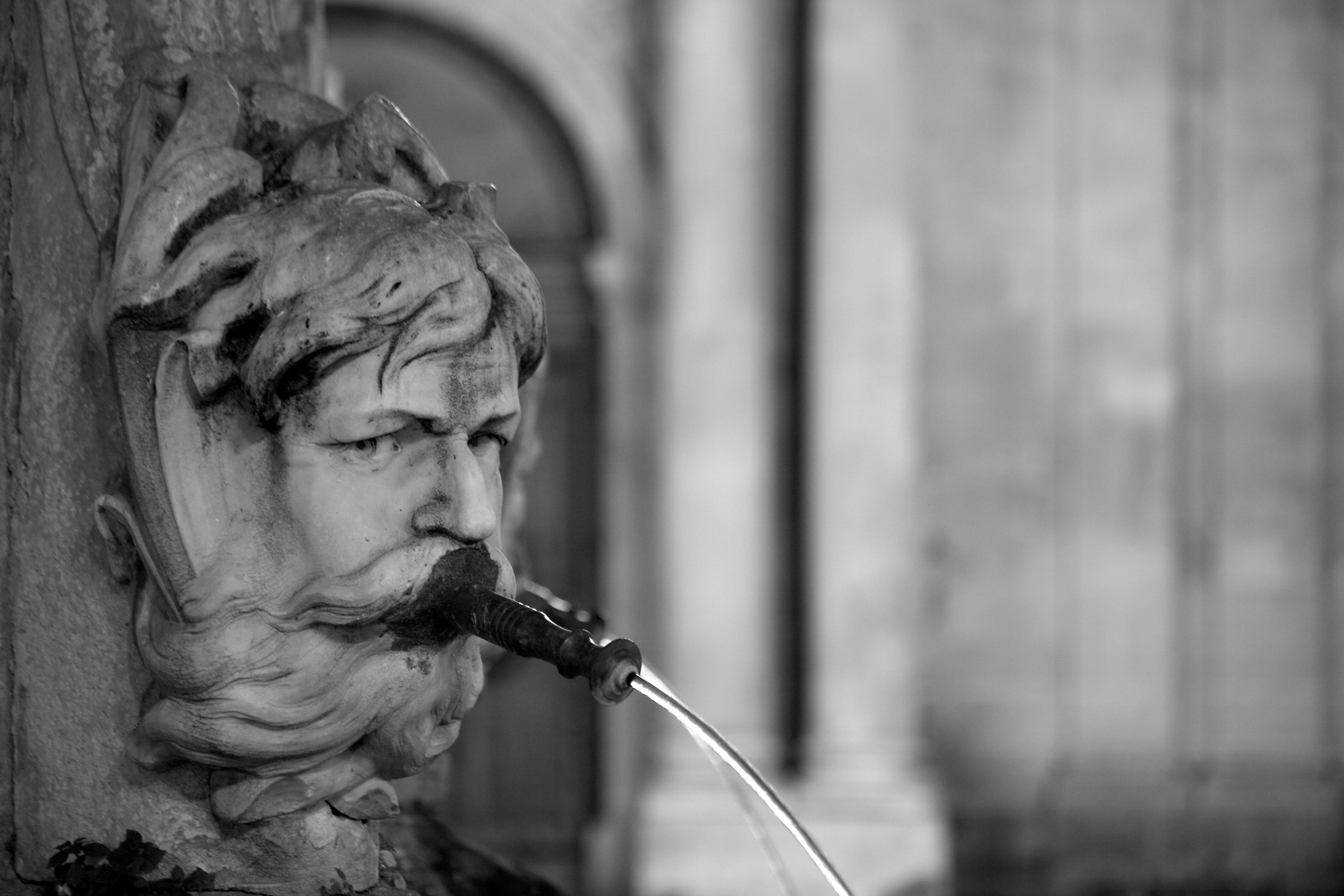
Détail de la fontaine de l'hôtel de ville
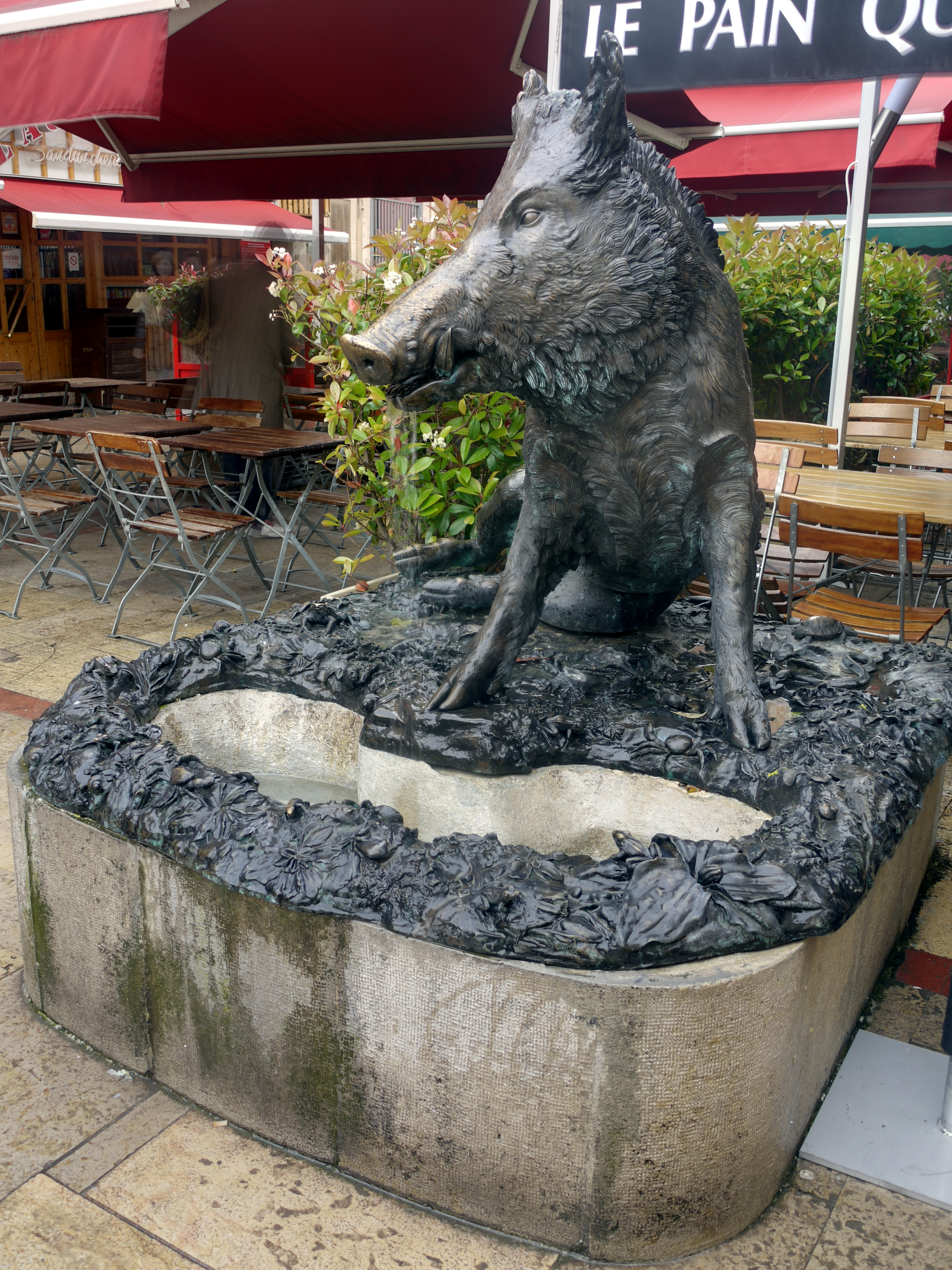
Fontaine du Sanglier, place Richelme

### Thermes - Sextius

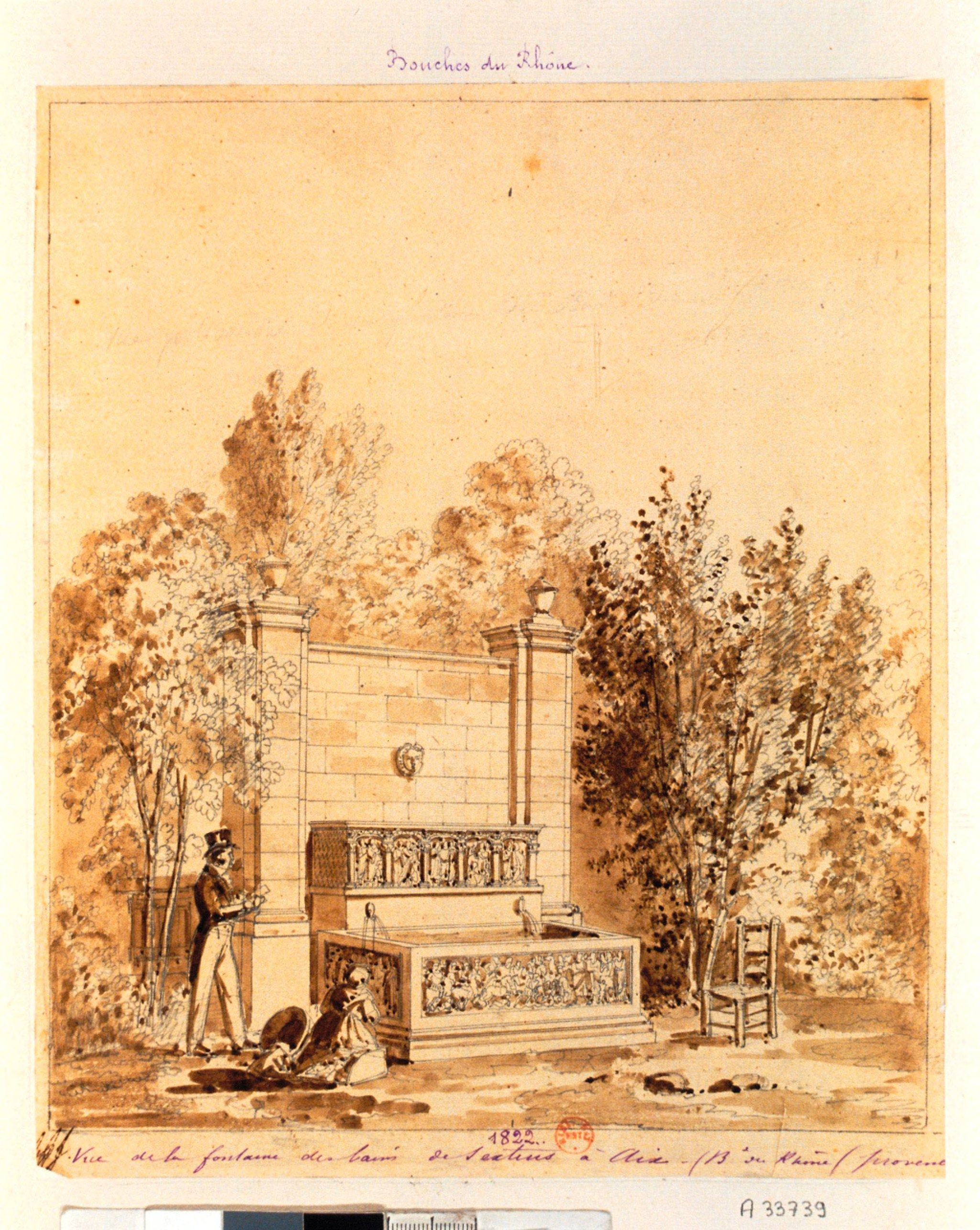
Ancienne fontaine des Bains de Sextius, en 1822
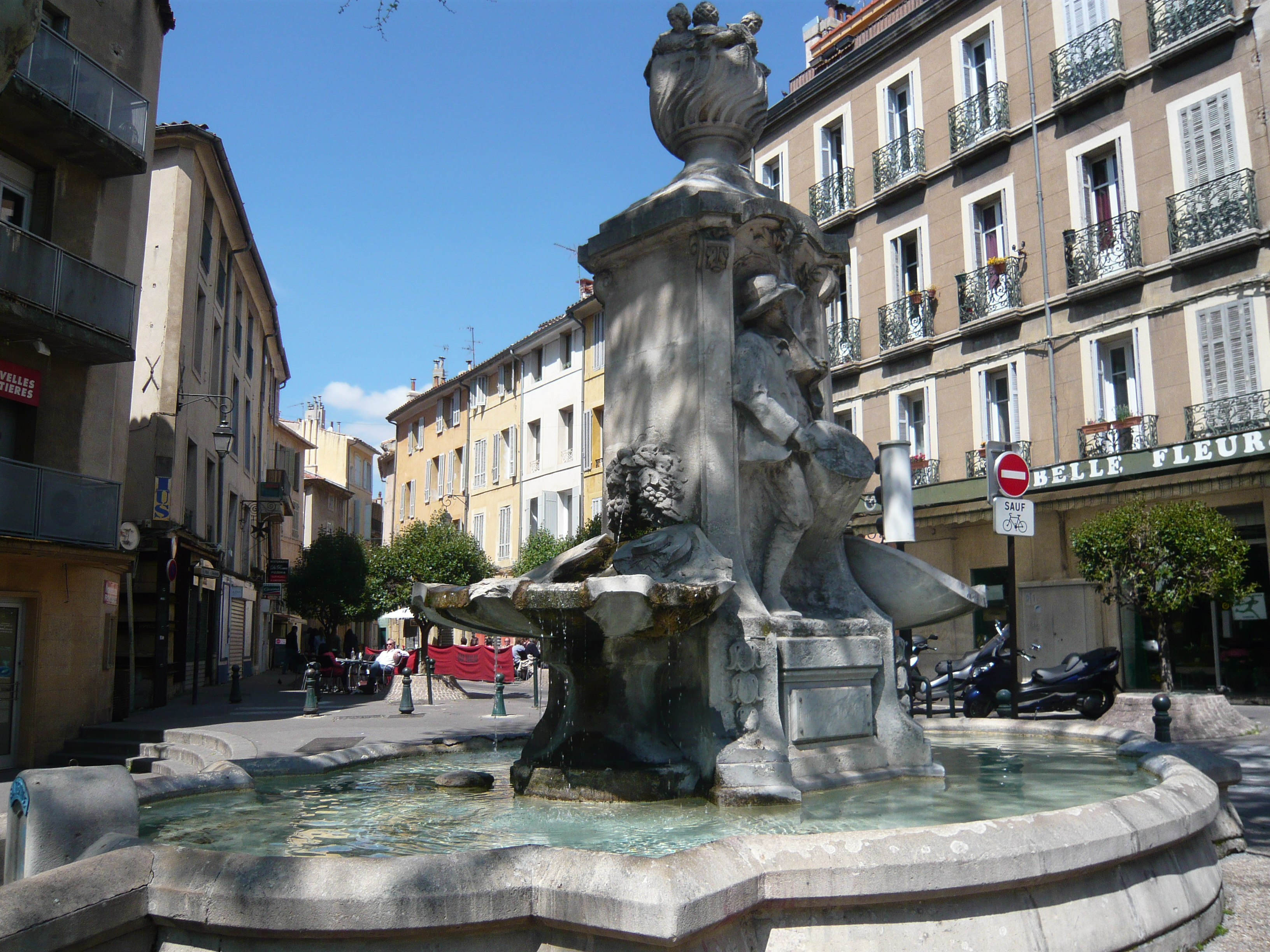
Fontaine Pascal, Cours Sextius, inscrit 1929[5], fontaine existant à cet emplacement depuis 1713
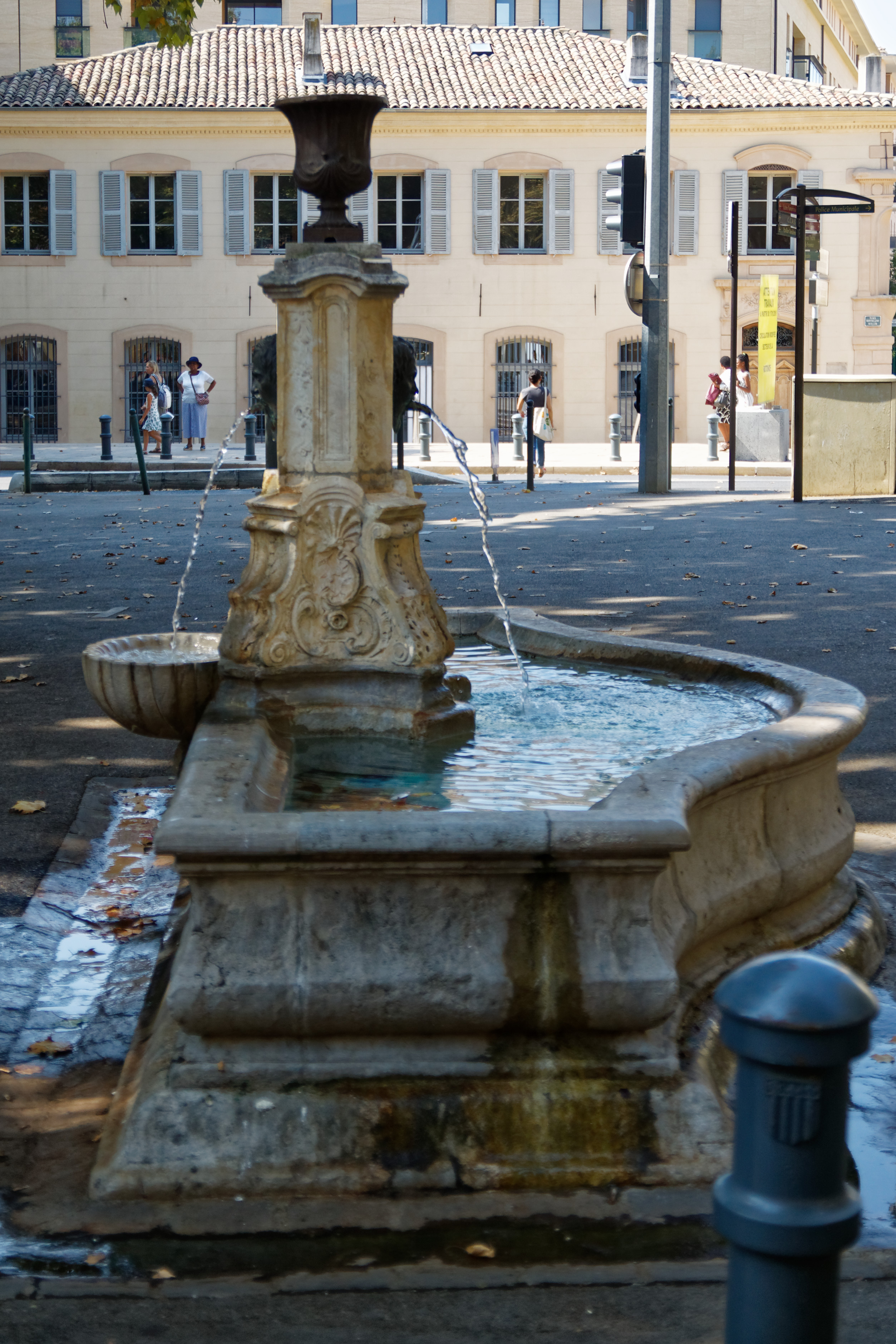
Fontaine Villeverte, Place Paul-Ferréol
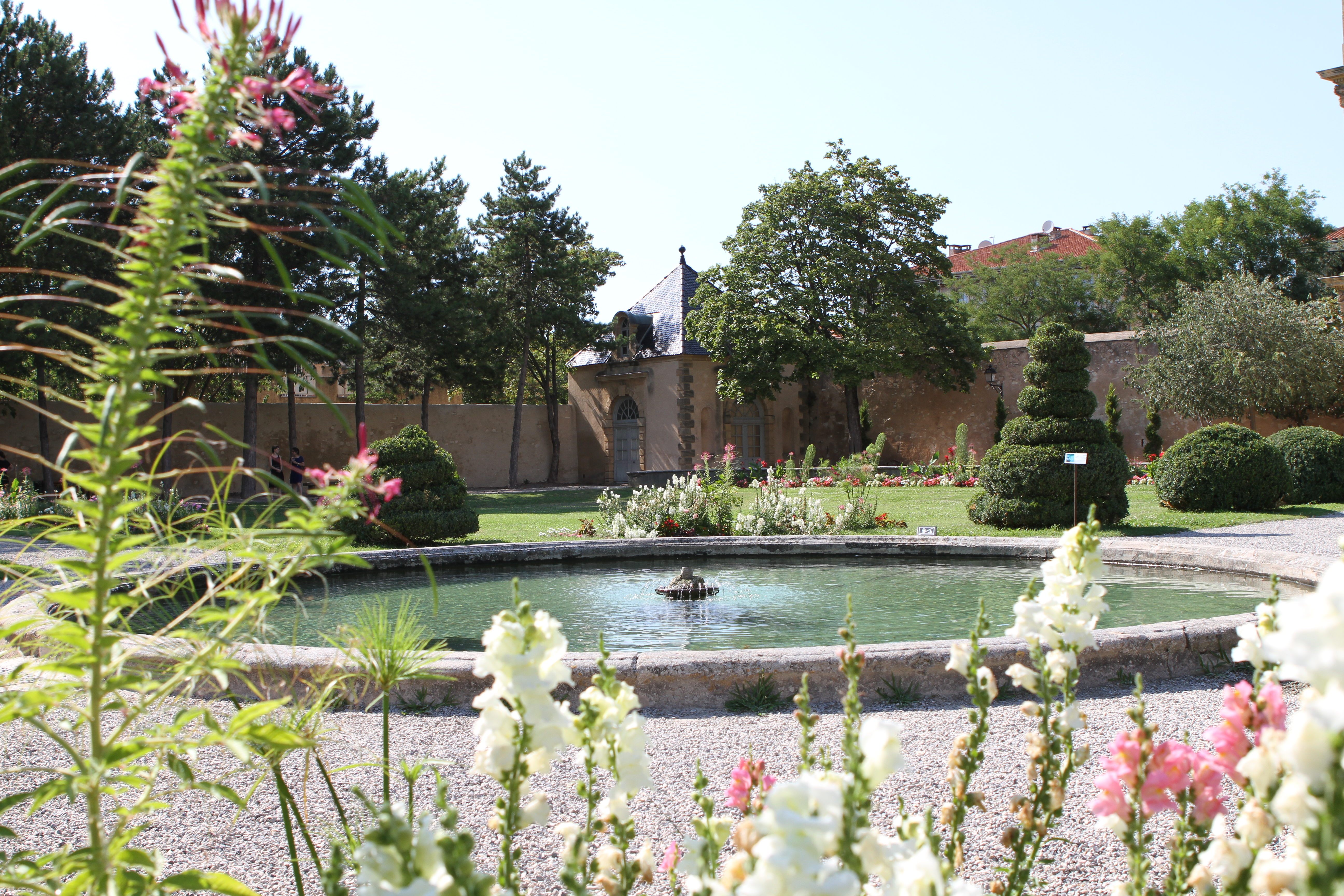
Fontaine et bassin du jardin du Pavillon de Vendôme
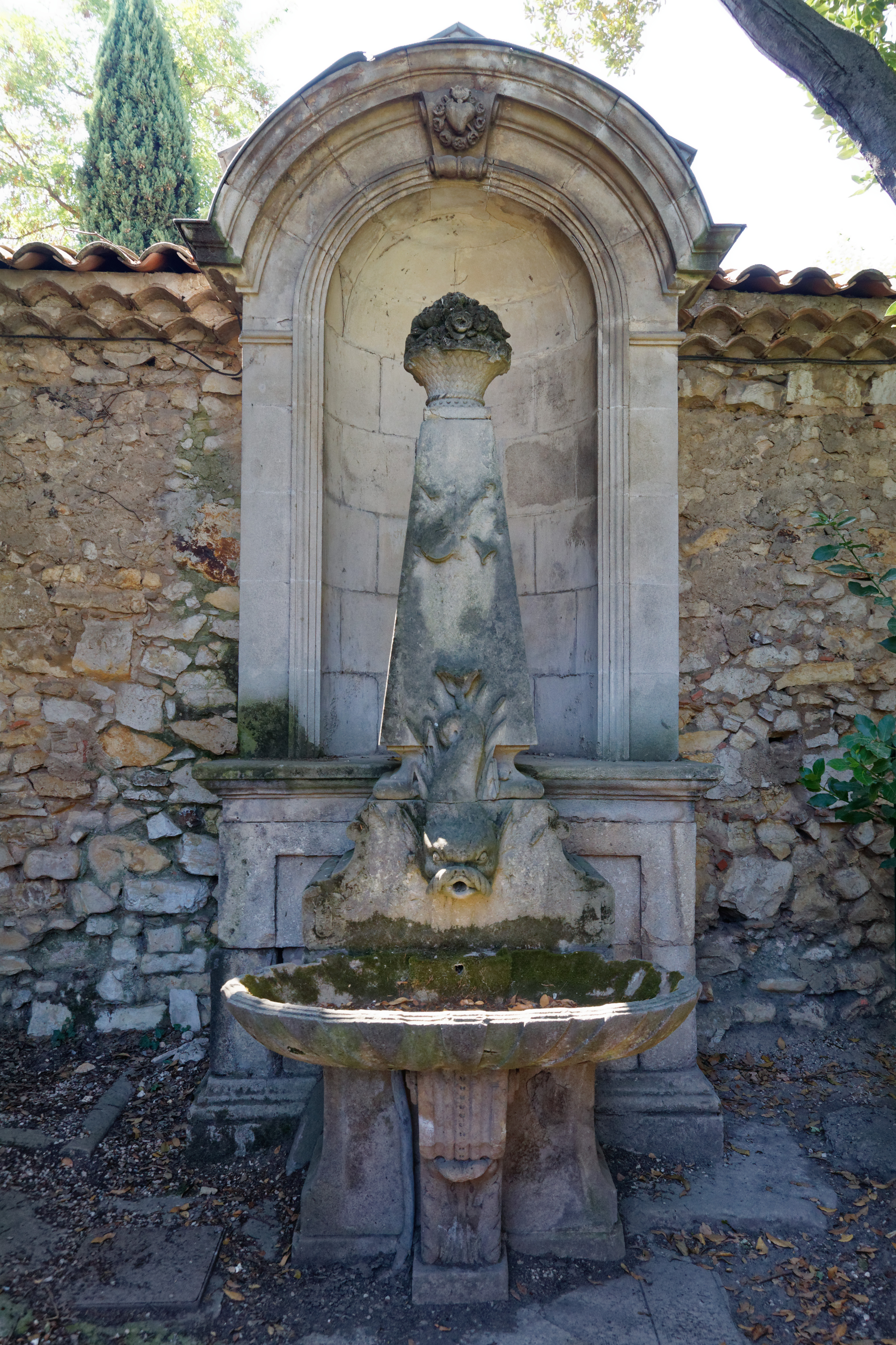
Fontaine à l'arrêt (hivernage) dans les jardins du Pavillon Vendôme
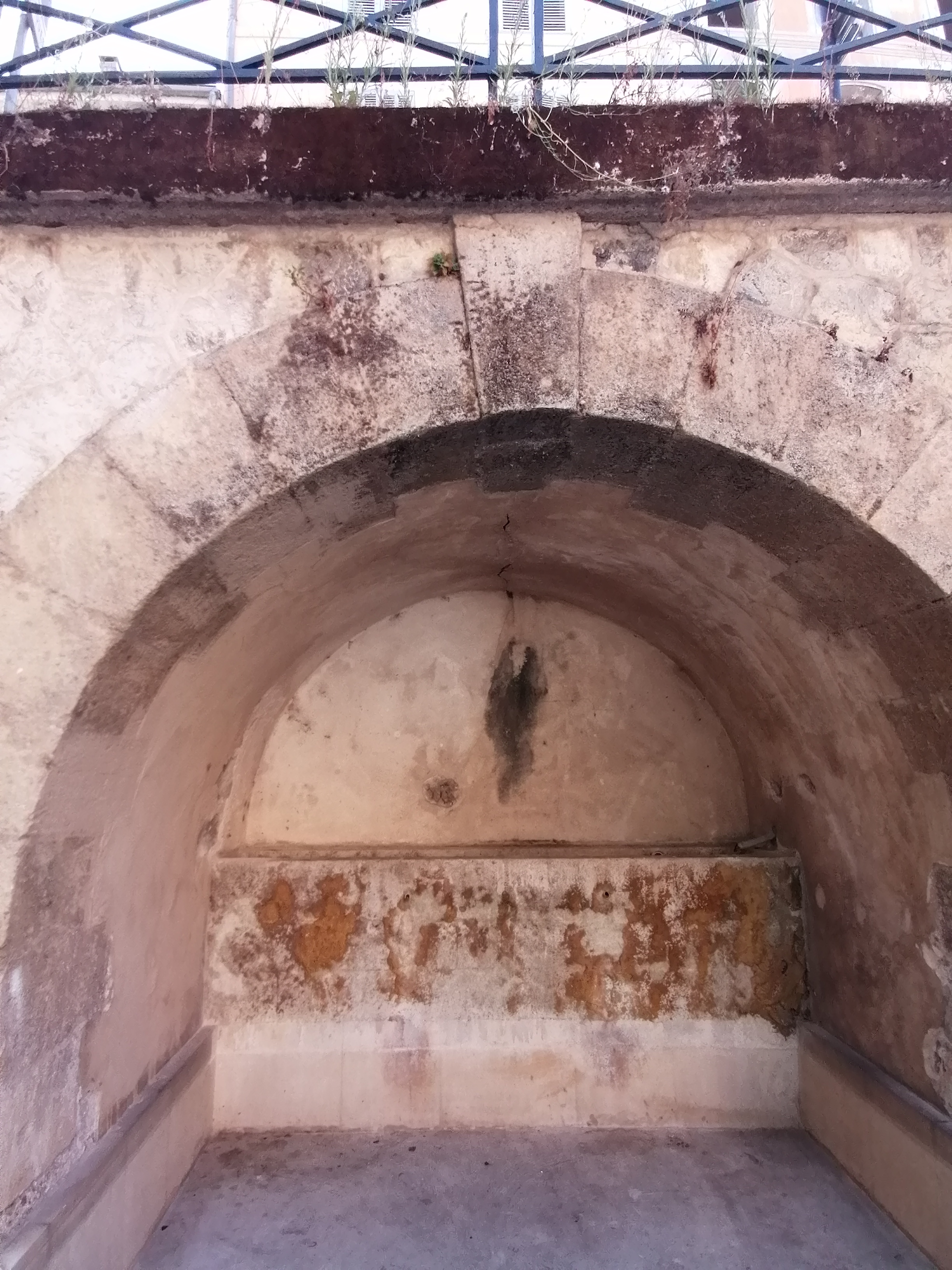
Fontaine des Thermes, avenue des Thermes
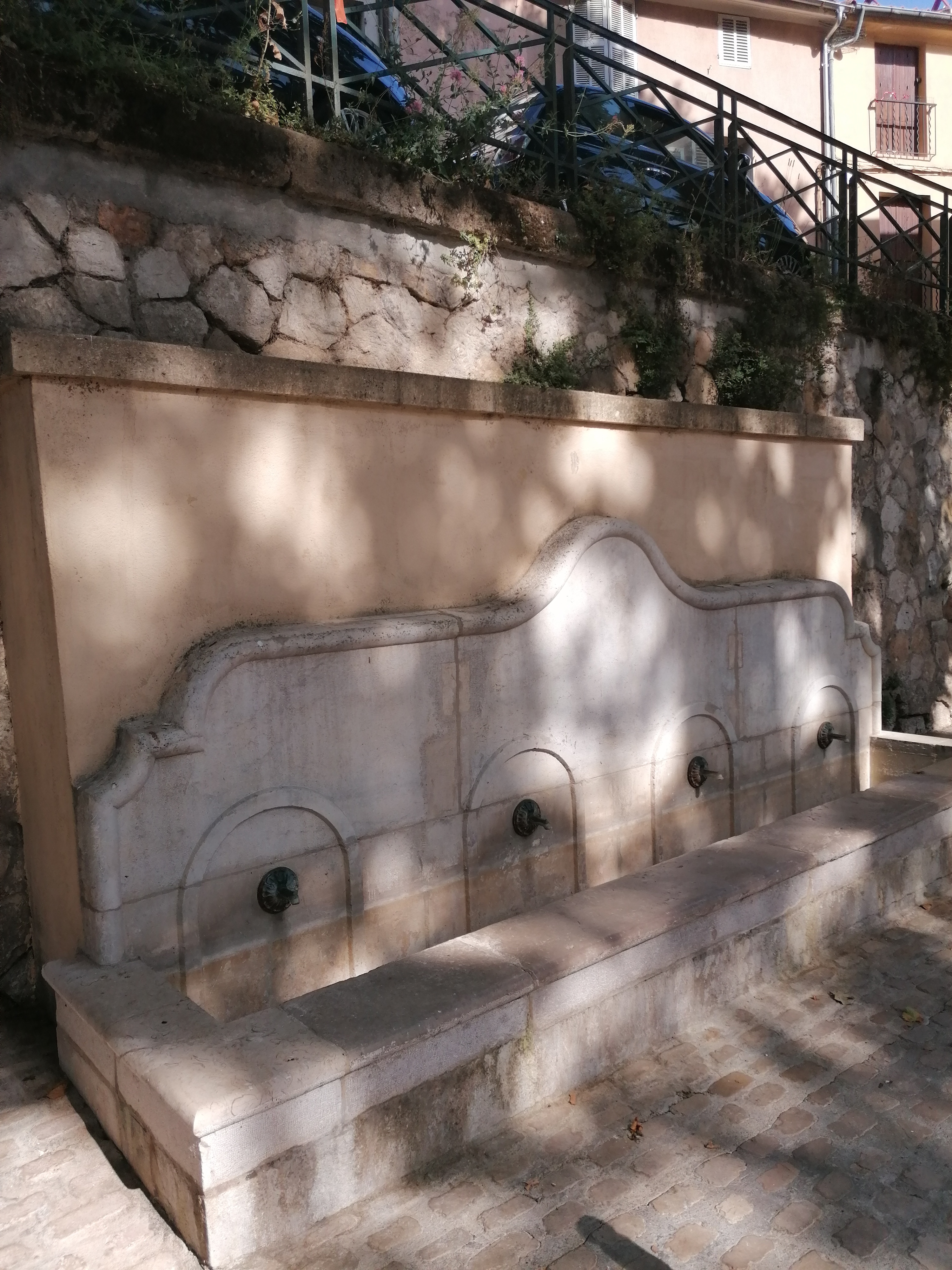
Fontaine des Thermes, avenue des Thermes

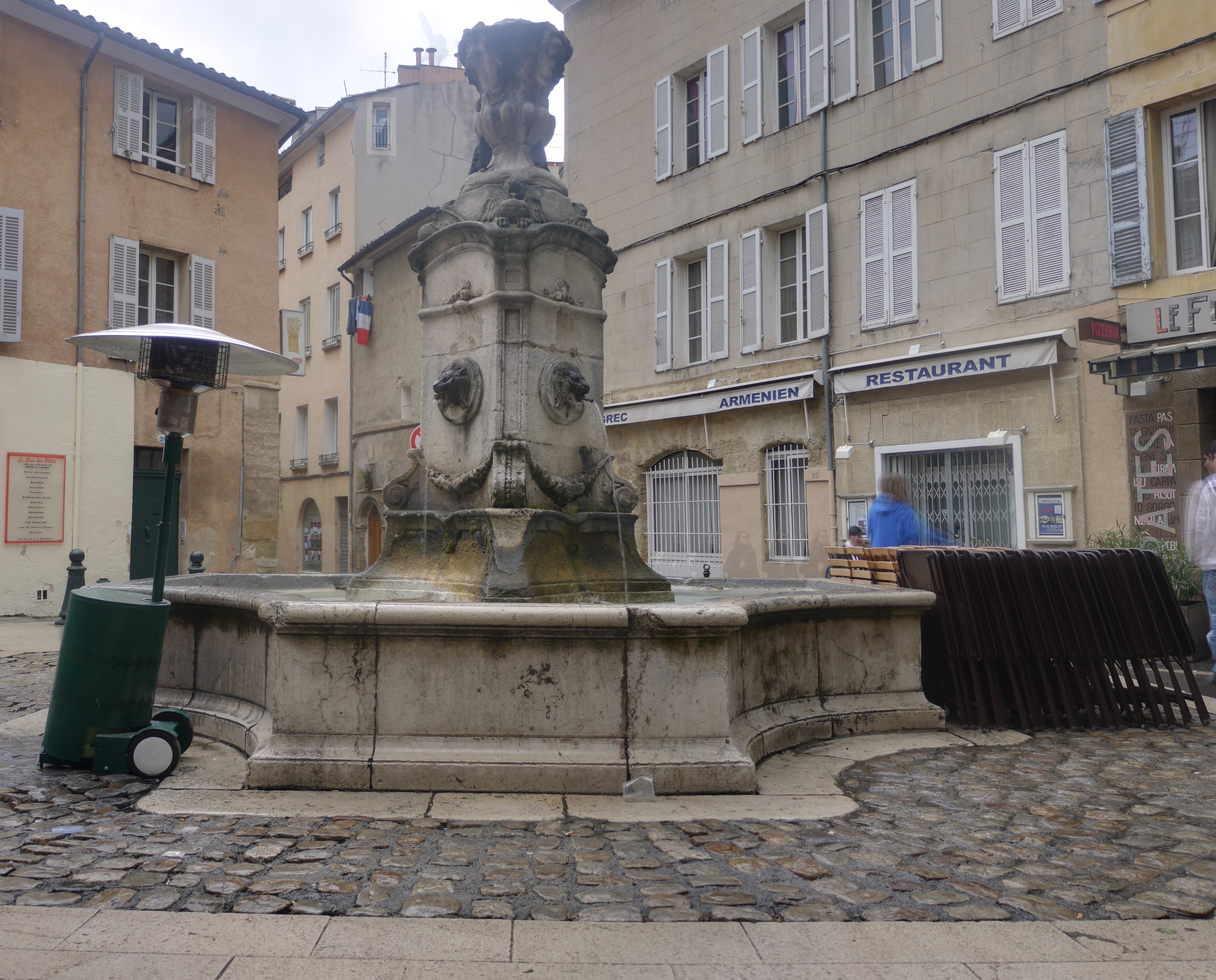
Fontaine des Tanneurs, rue de la Couronne Inscrit 1949
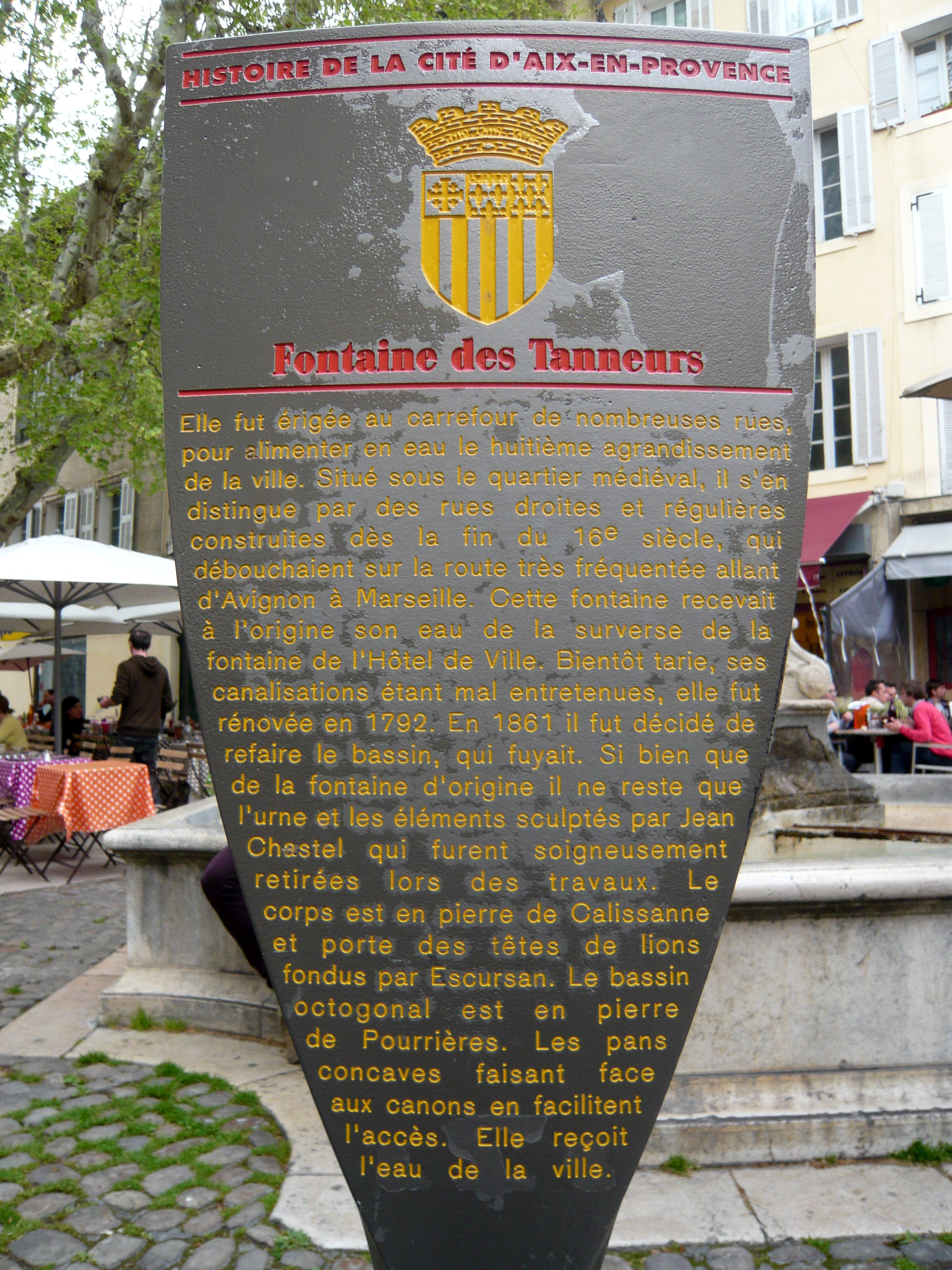
Panneau d'historique de la fontaine des Tanneurs, par la municipalité
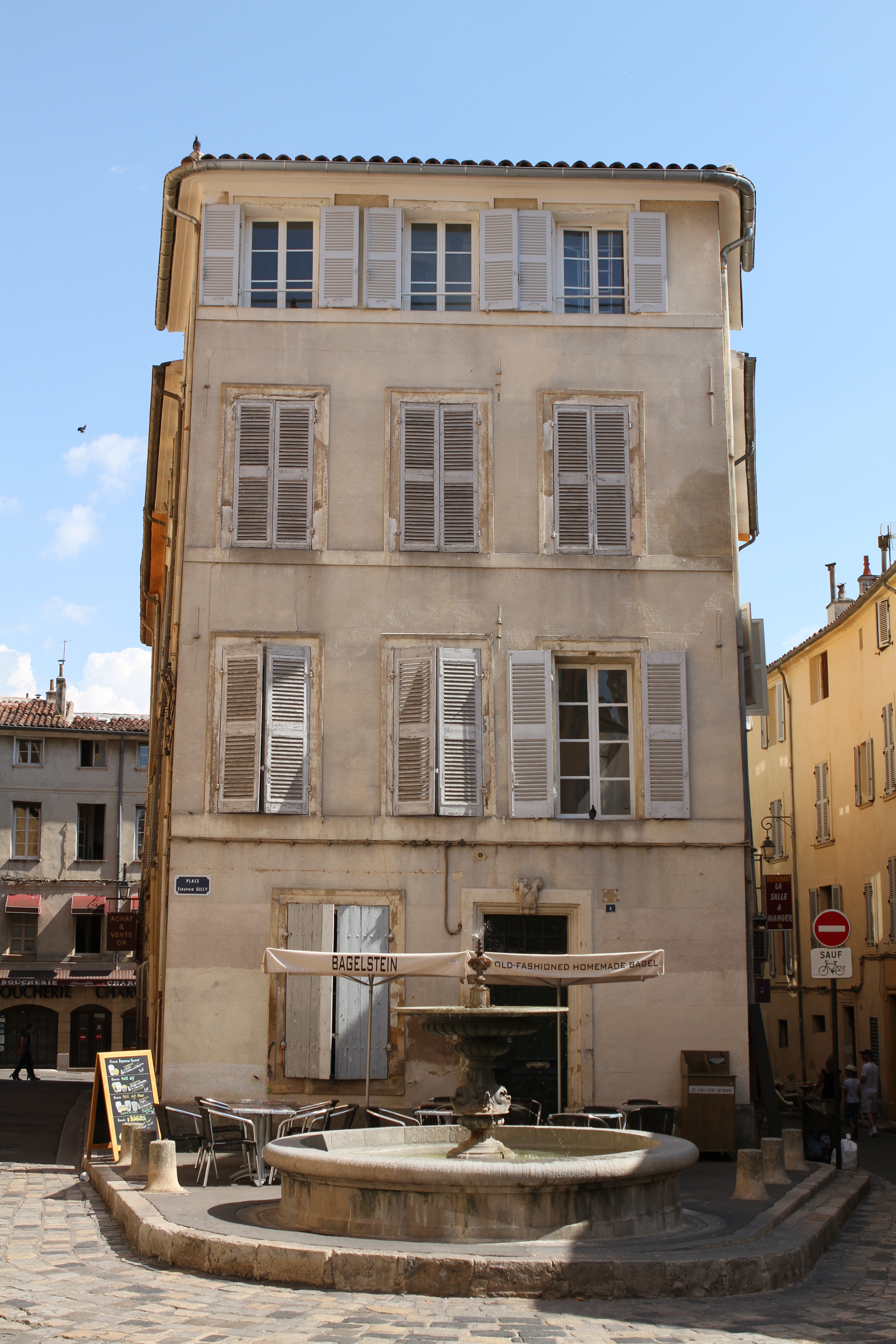
Fontaine Gilly, place Séraphin Gilly; inaugurée en 1988

### Albertas

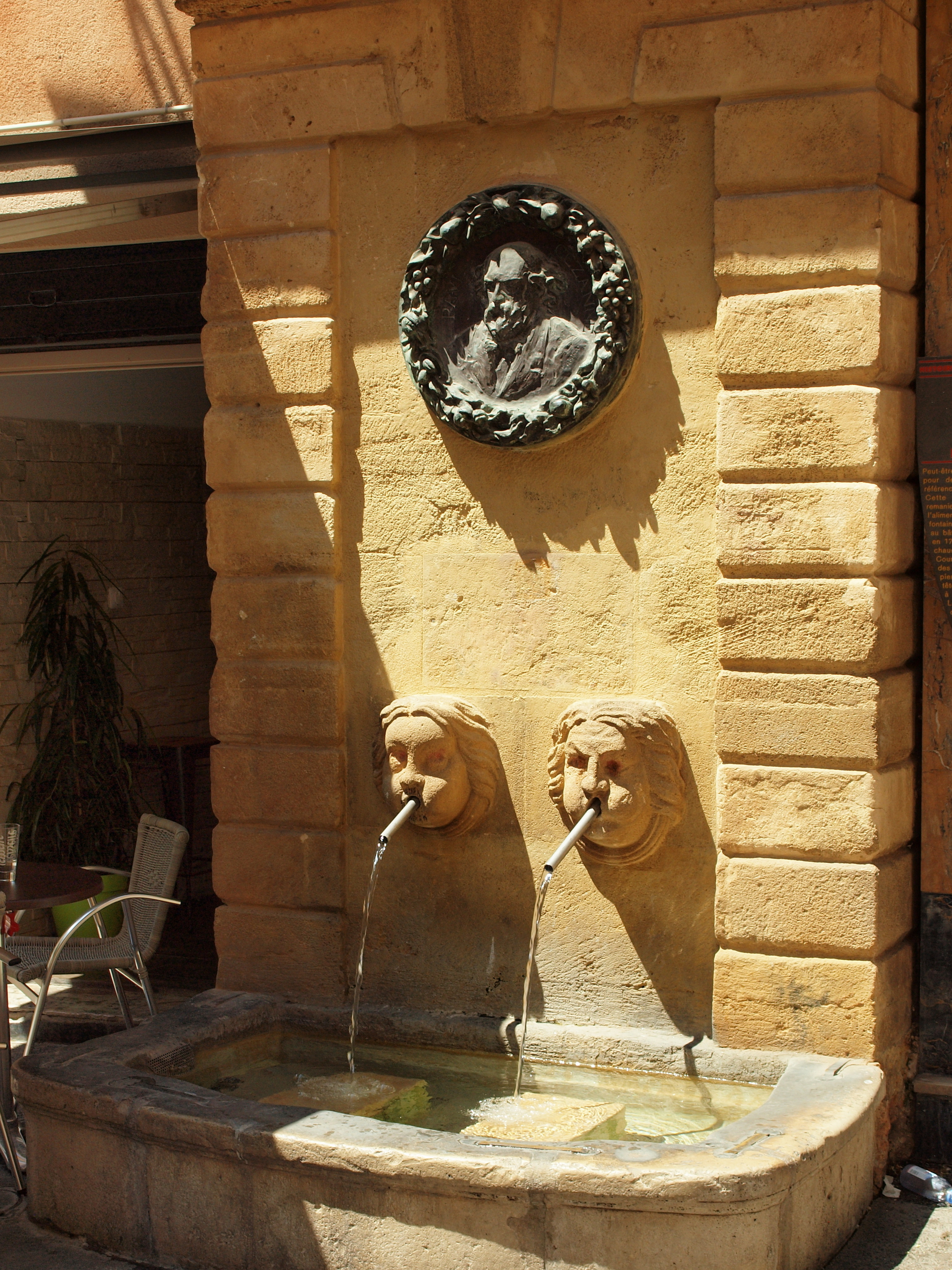
Fontaine des Bagniers, inscrit 1949[6], le bronze est un portrait en médaillon de Paul Cézanne par Auguste Renoir (don d'Ambroise Vollard à la ville en 1926)
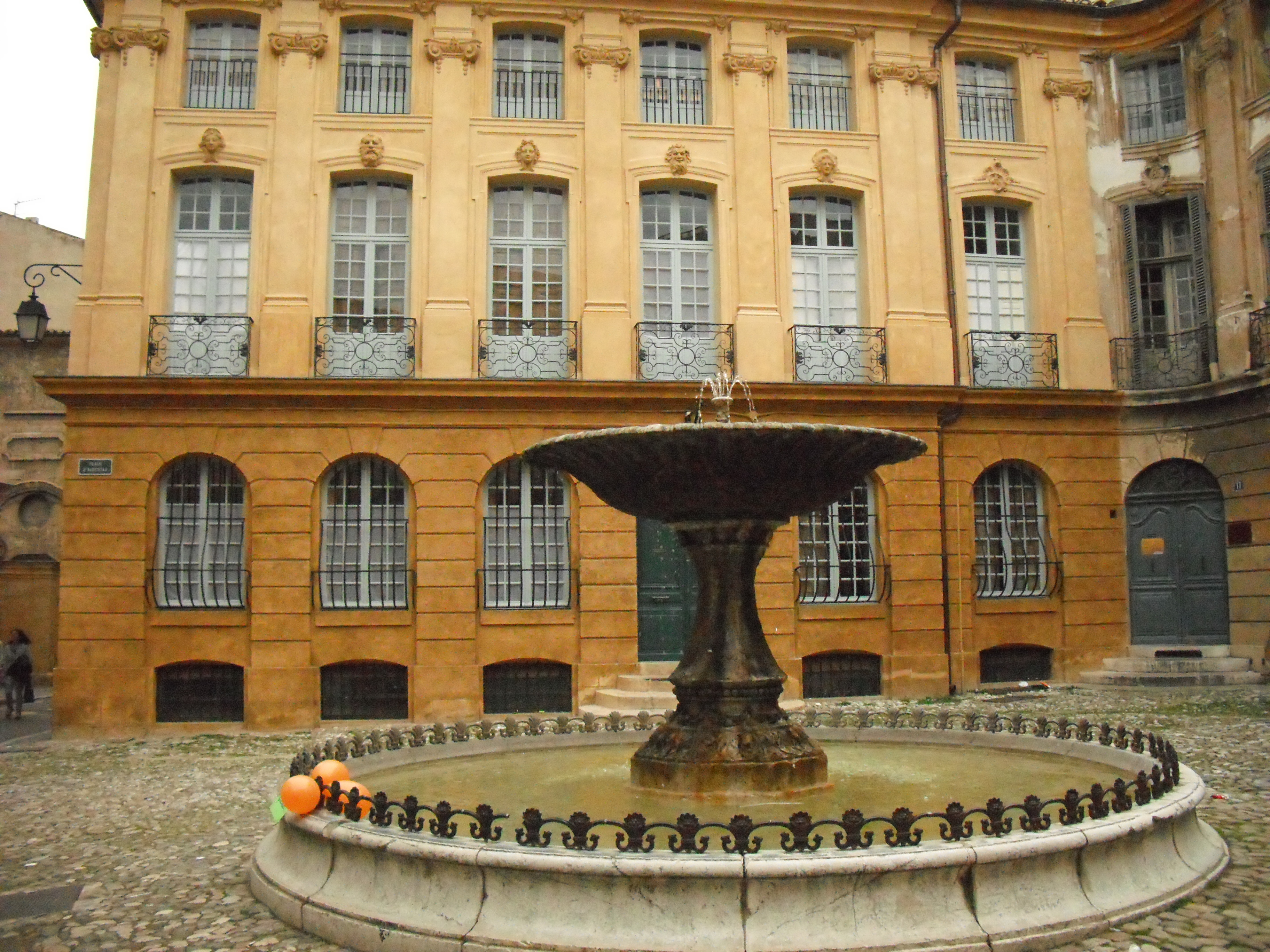
Fontaine d'Albertas, place d'Albertas

### Prêcheurs

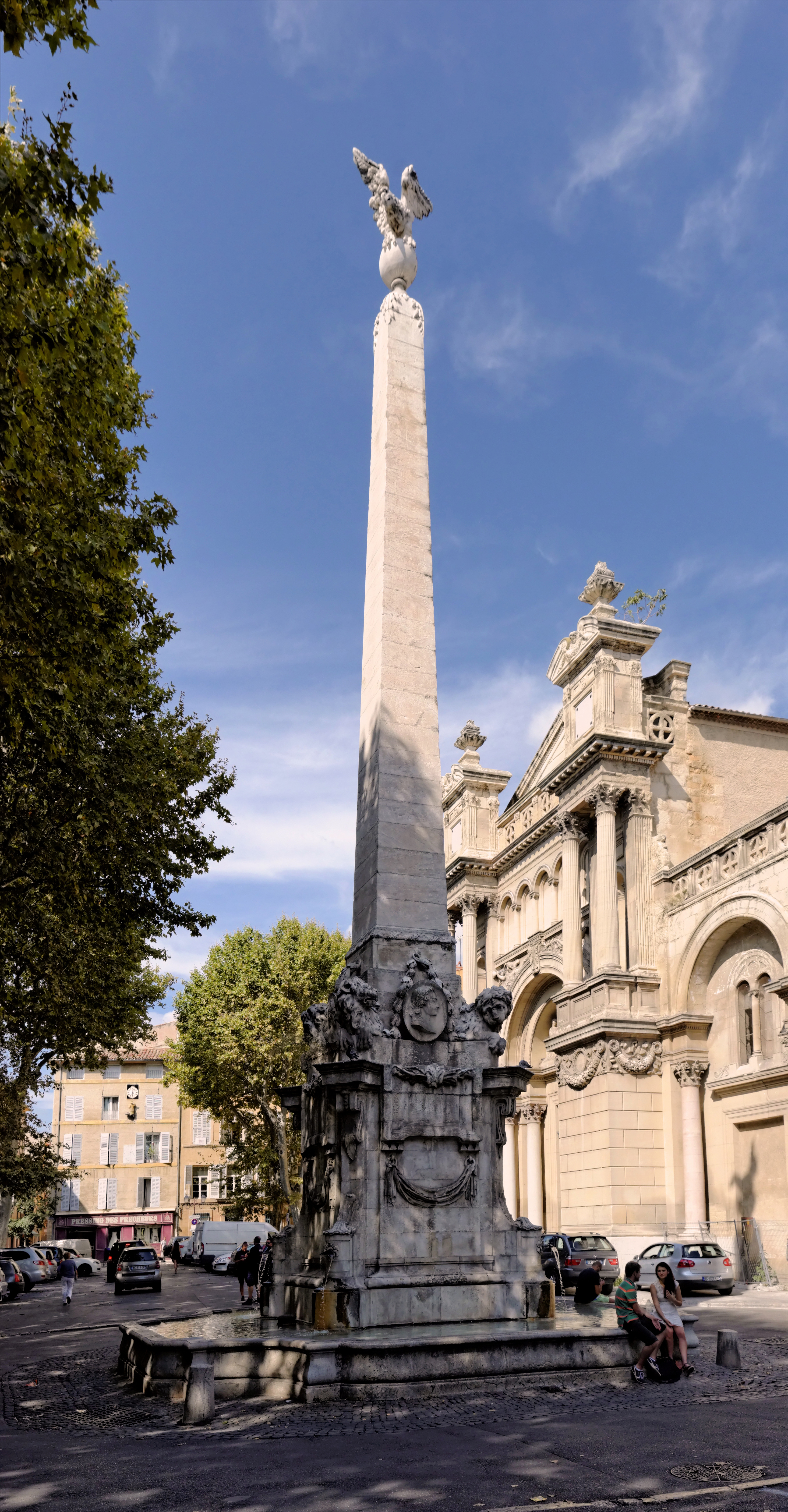
Fontaine des Prêcheurs, place des Prêcheurs, datant de 1758 Classé 1905. La fontaine et sa colonne marquent l'emplacement du bûcher où fut brûlé Louis Gaufridi en 1611.
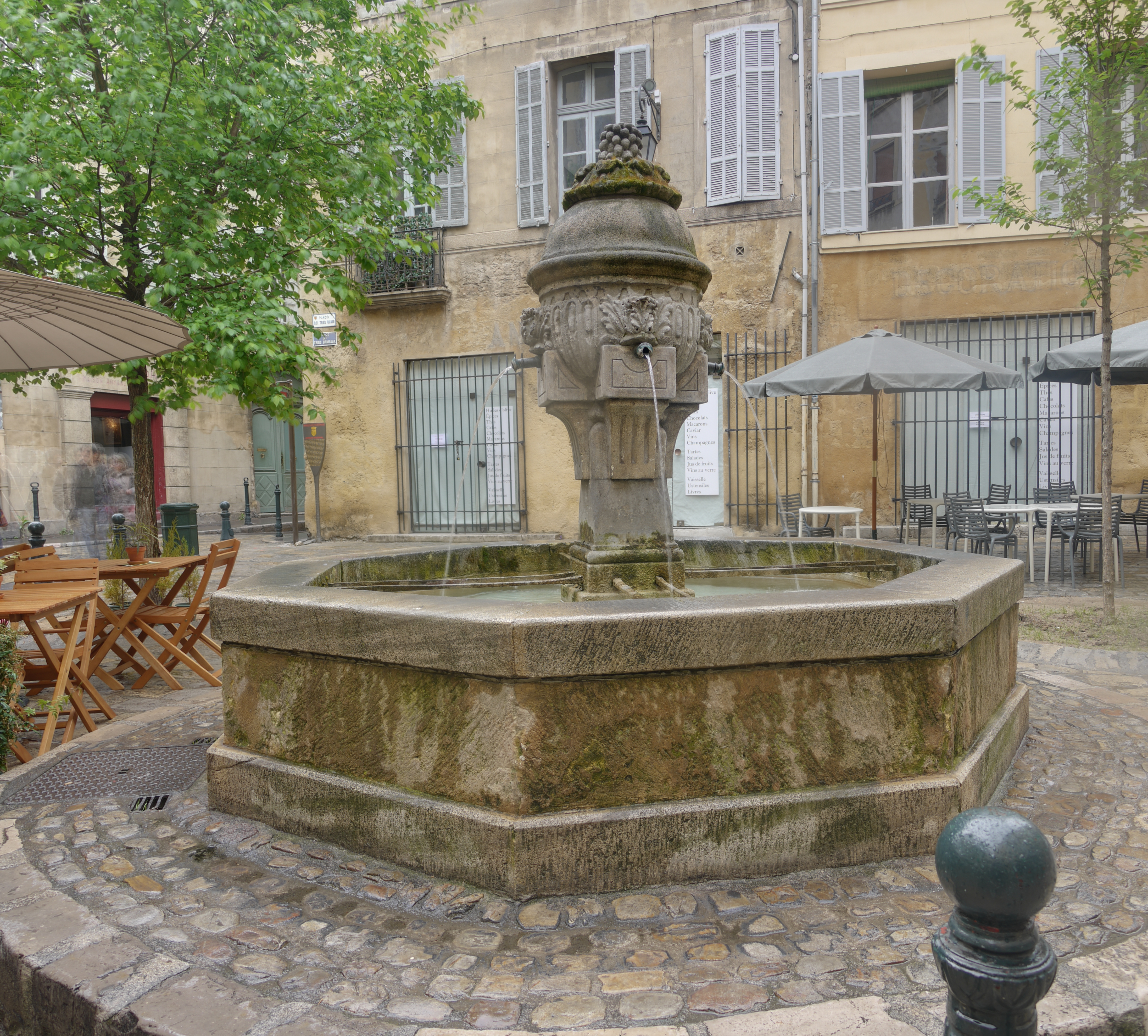
Fontaine des Trois Ormeaux, place des Trois Ormeaux, construite en 1632
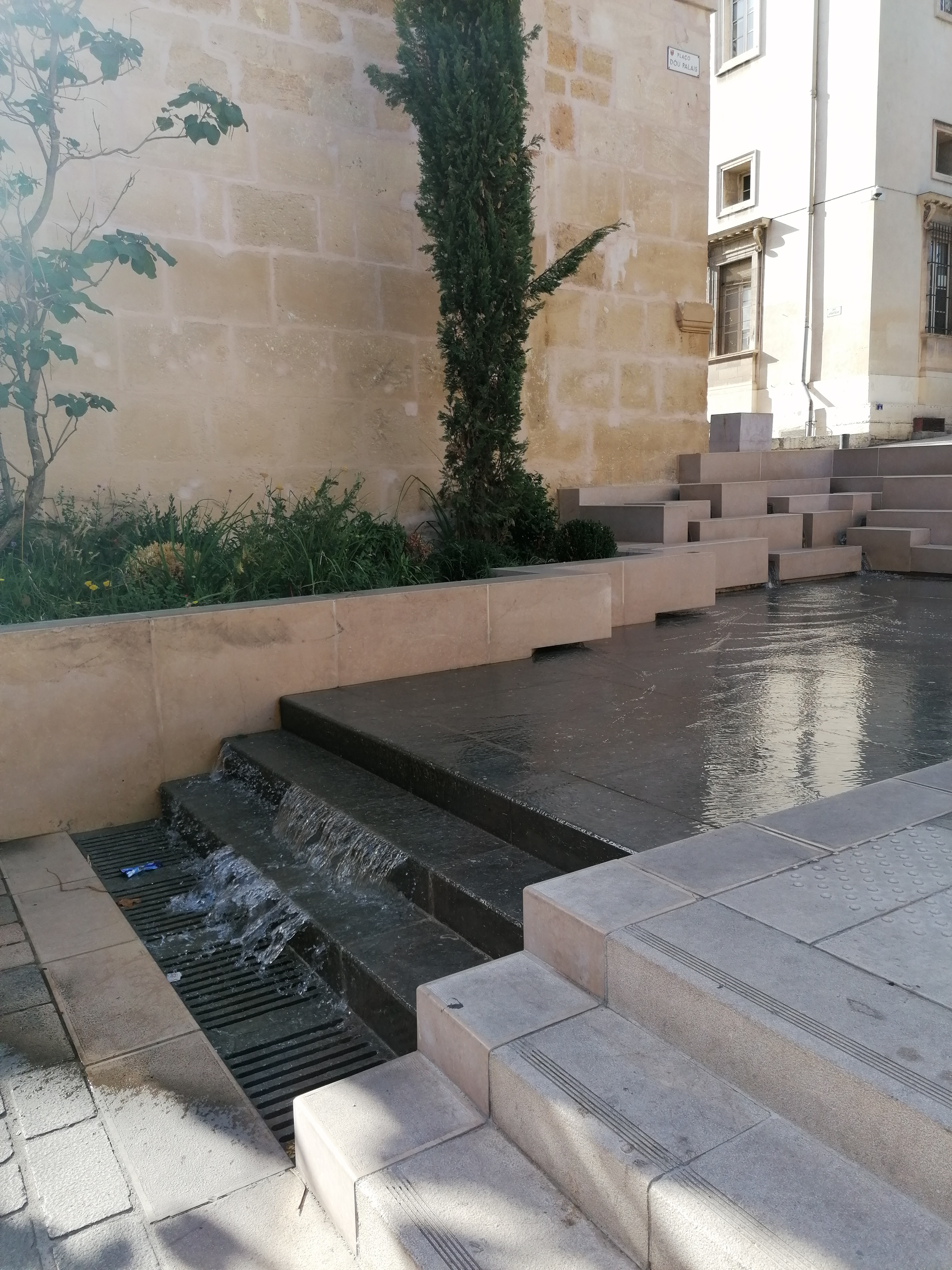
La Fontaine Joseph d’Arbaud, au Place de Verdon est nommé d'après ce poète provençal
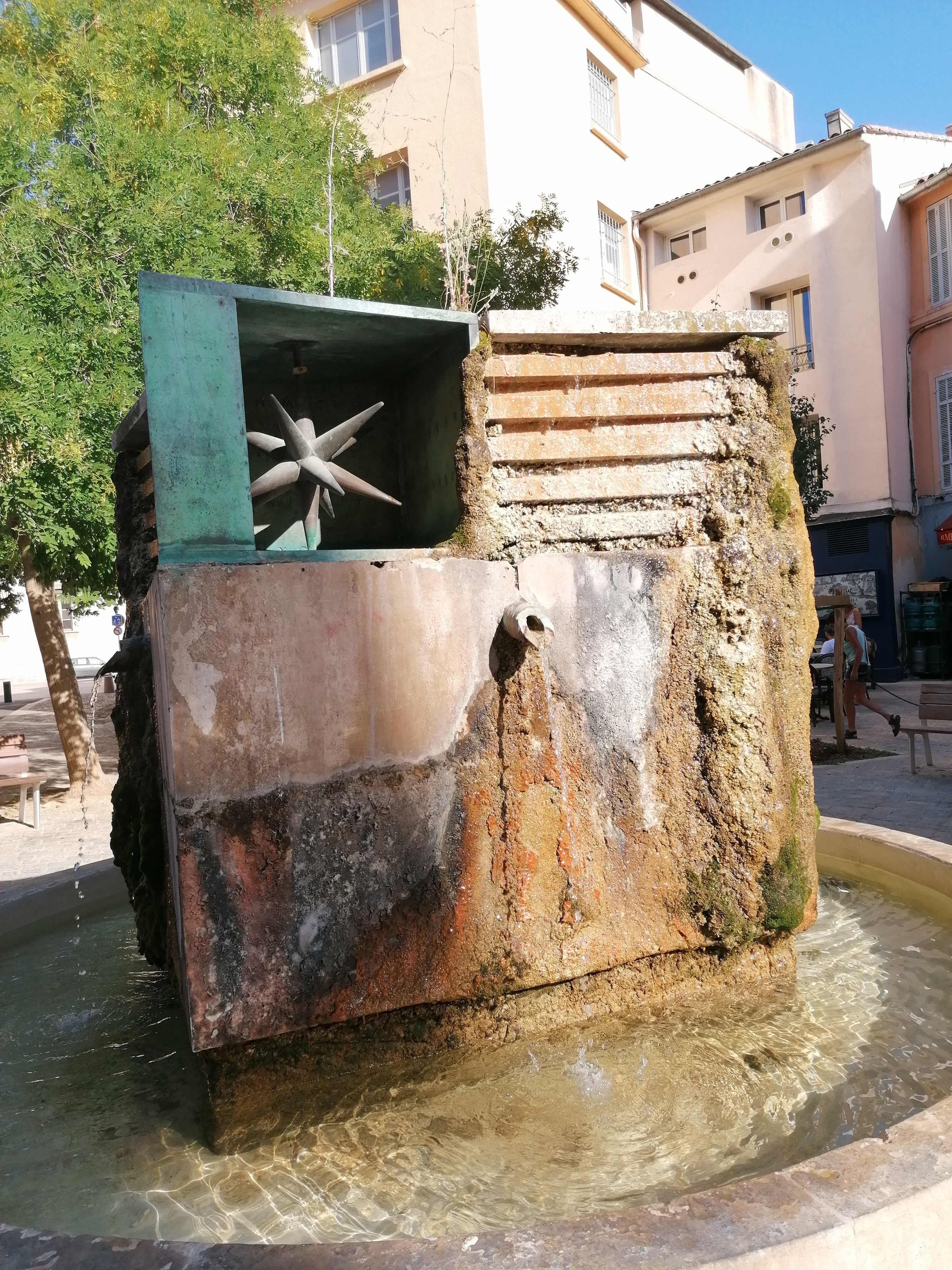
La fontaine des Lumières, rue Monclar, inaugurée en 1998, une des plus récentes du centre historique

### Villeneuve

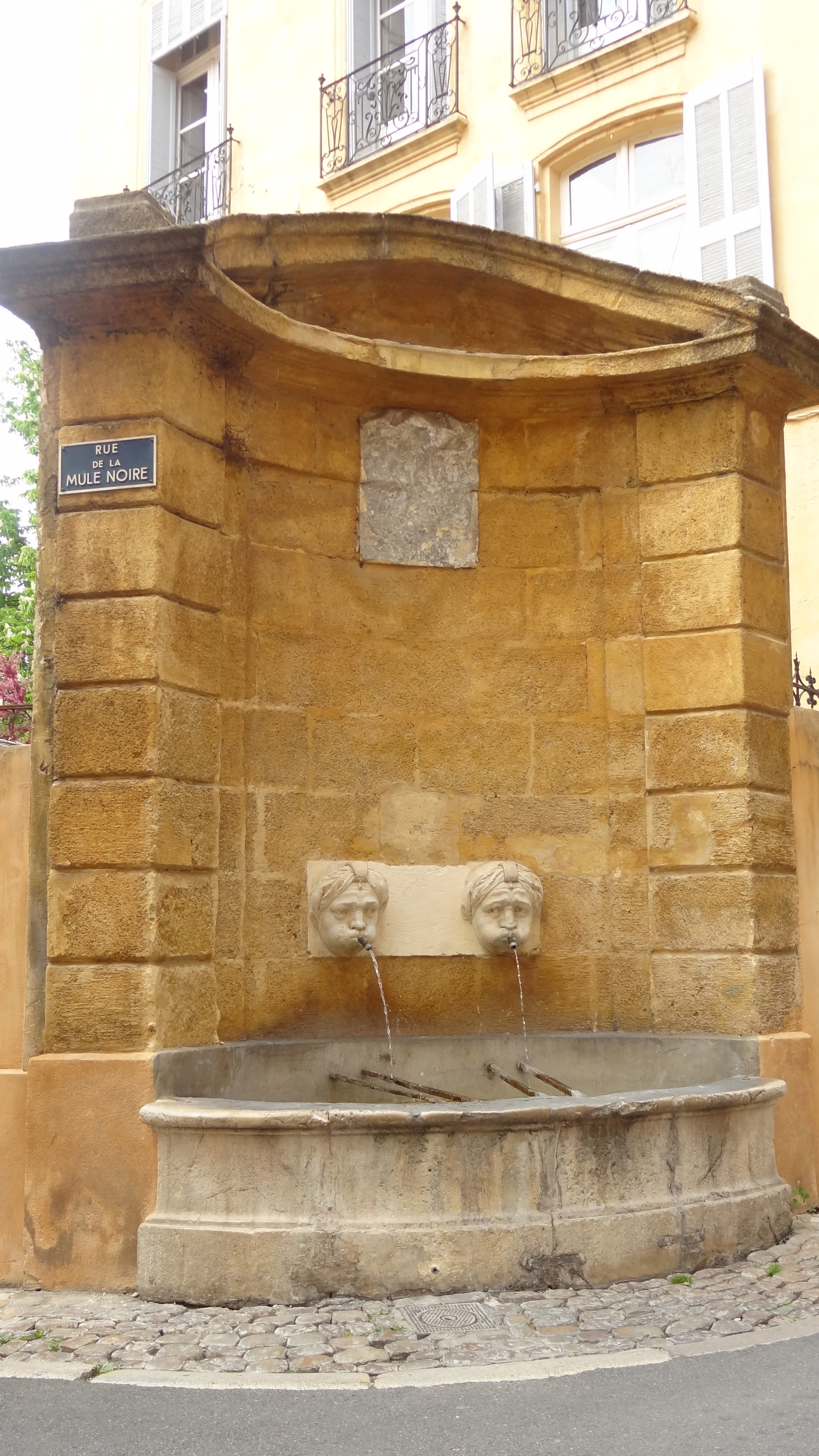
Fontaine de la Mule Noire, rue de la Mule Noire, inscrit 1949

### Rambot - Lycée militaire

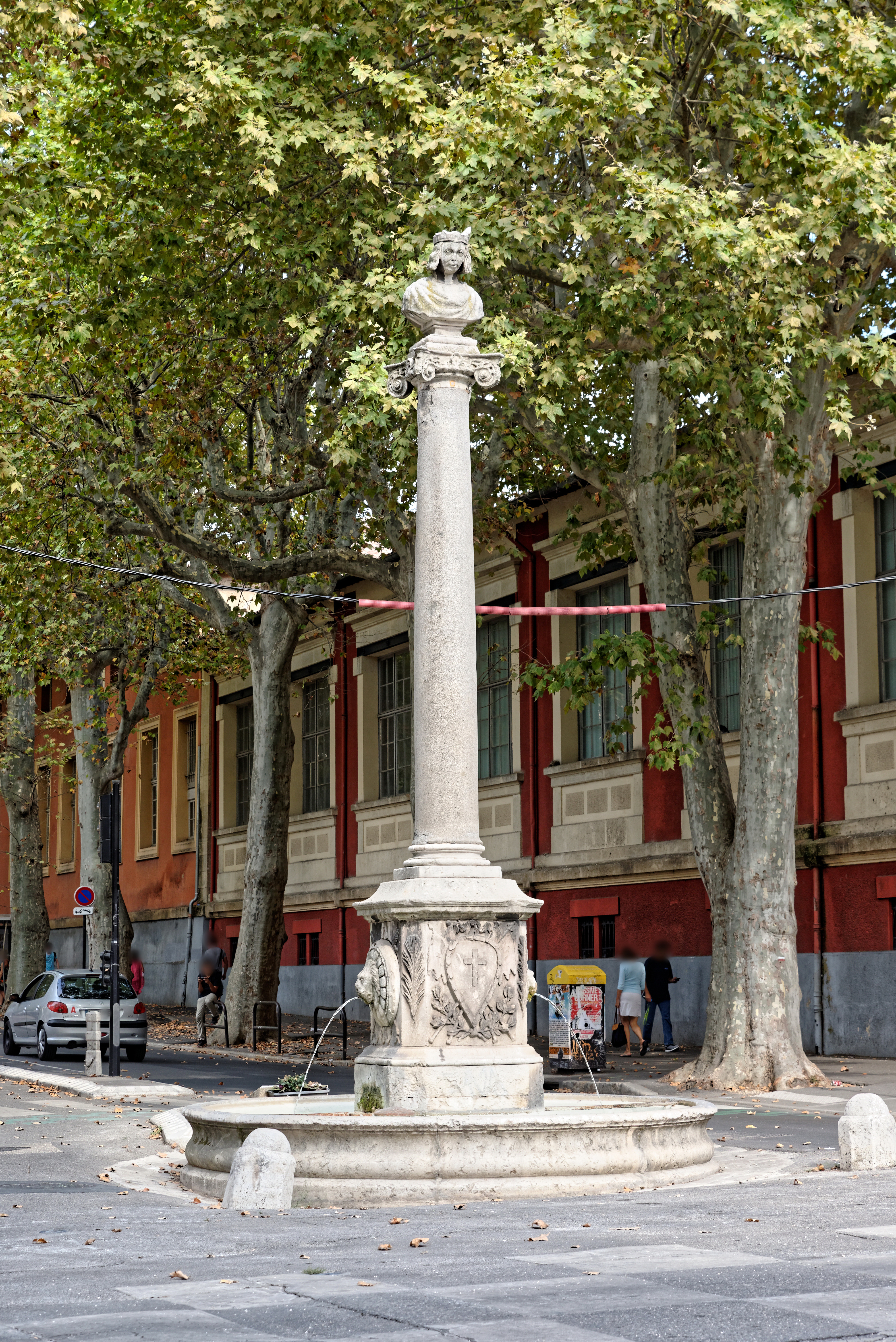
Fontaine Saint Louis, Cours des Arts-et-Métiers
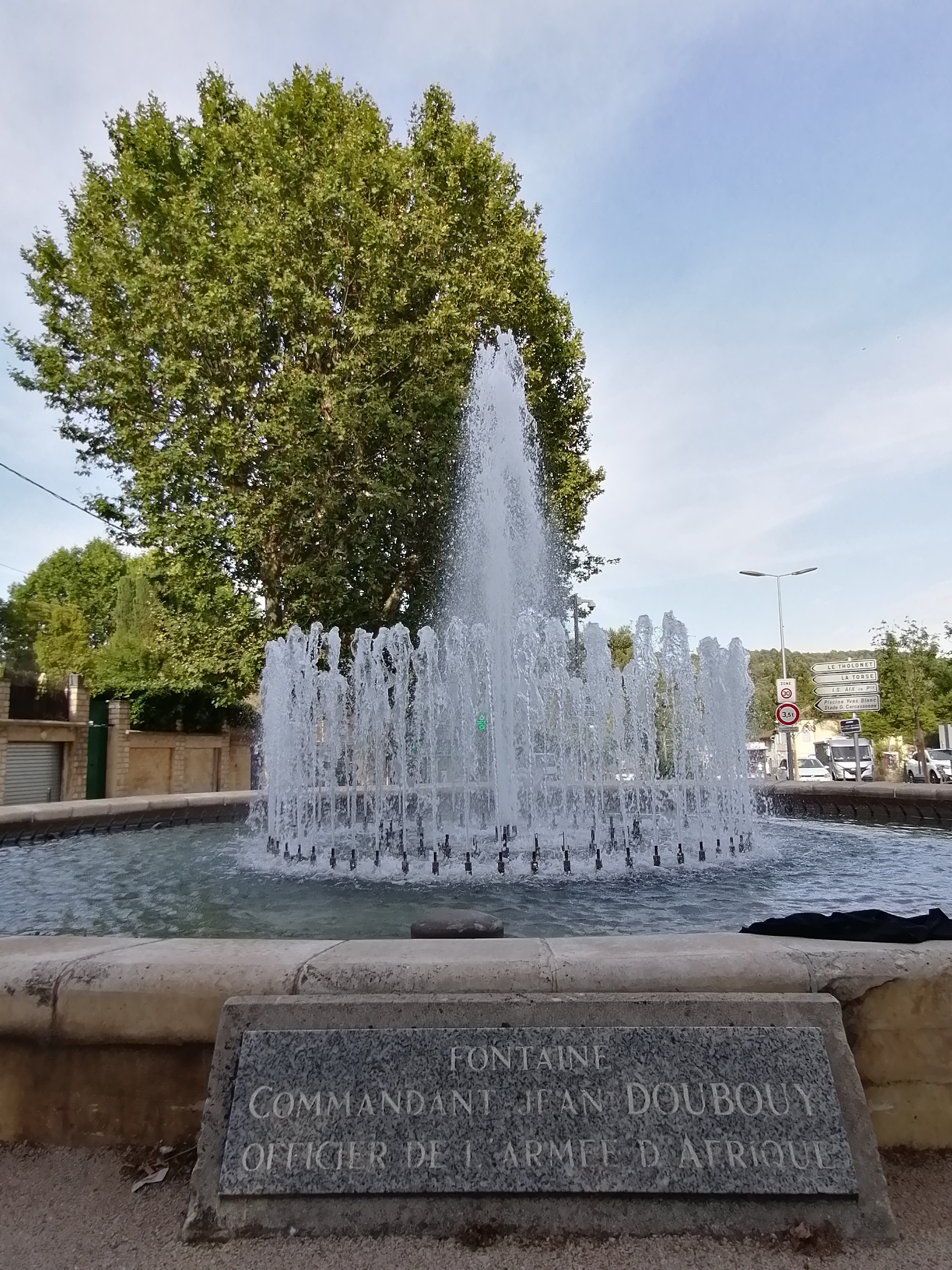
Fontaine Commandant Jean Doubouy, Officier de l'Armée d'Afrique, Lycée Militaire

### Miollis

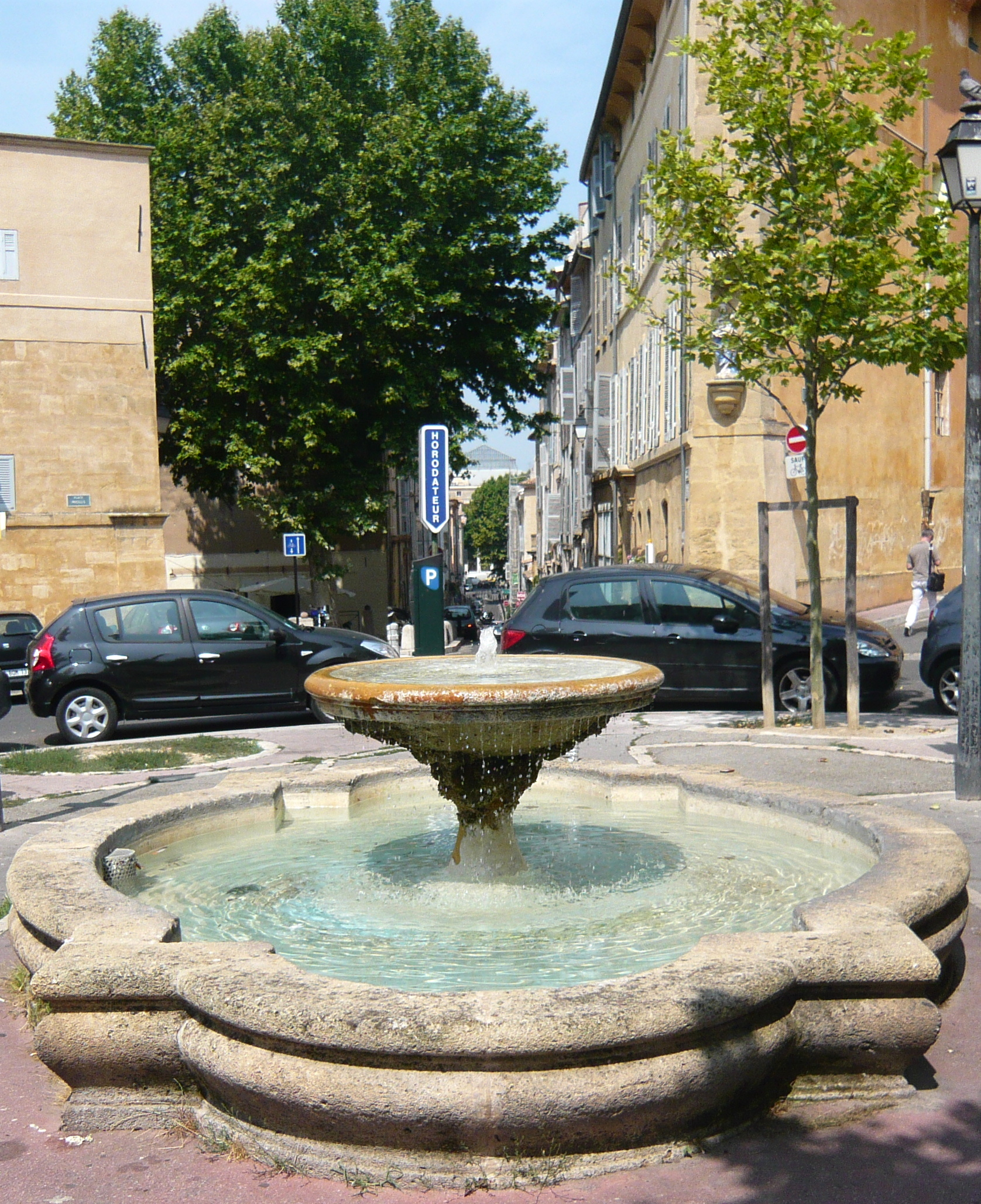
Fontaine de Miollis, place Miollis

### Bellegarde

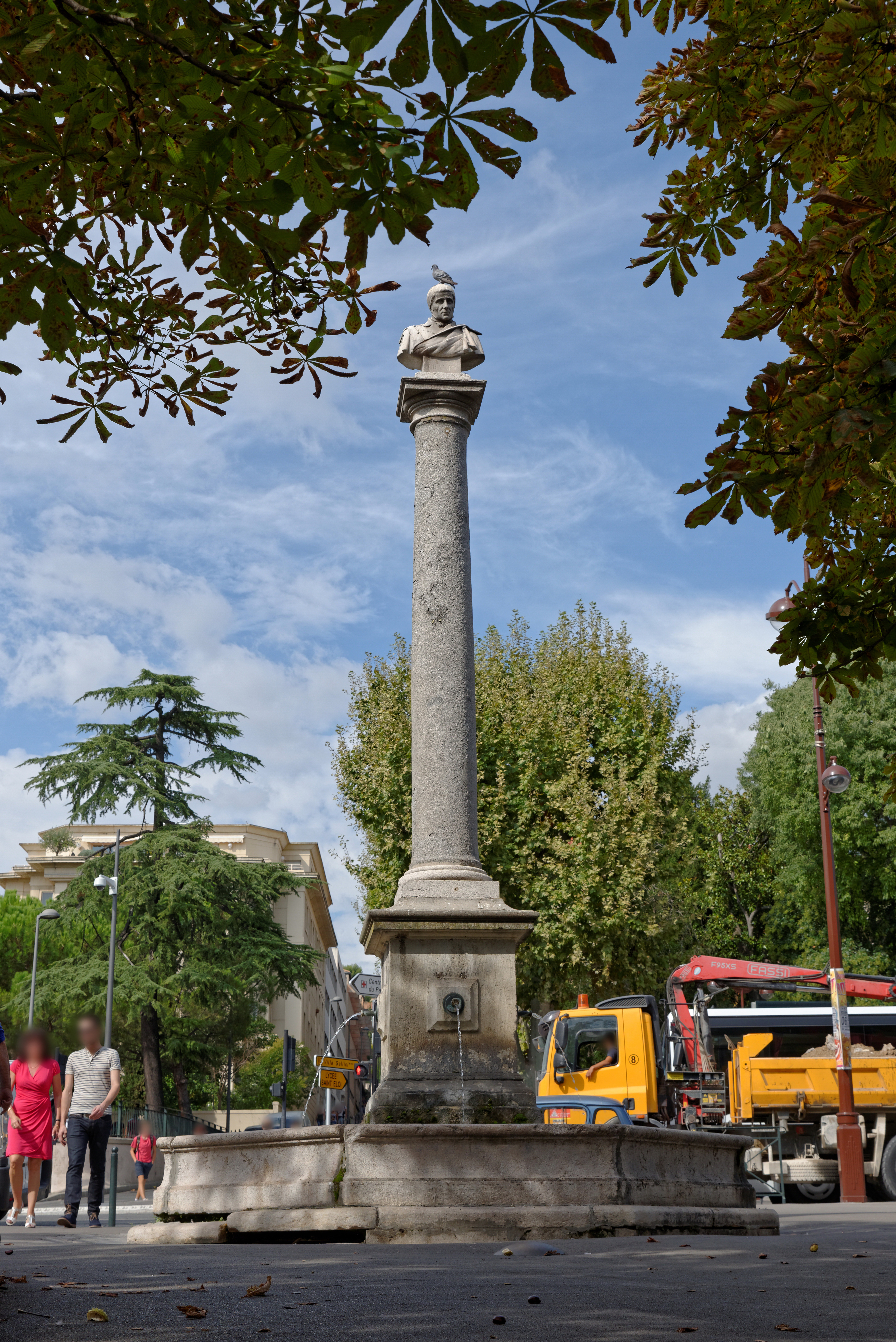
Fontaine Bellegarde, place Bellegarde. Colonne surmontée d'un buste de François Marius Granet
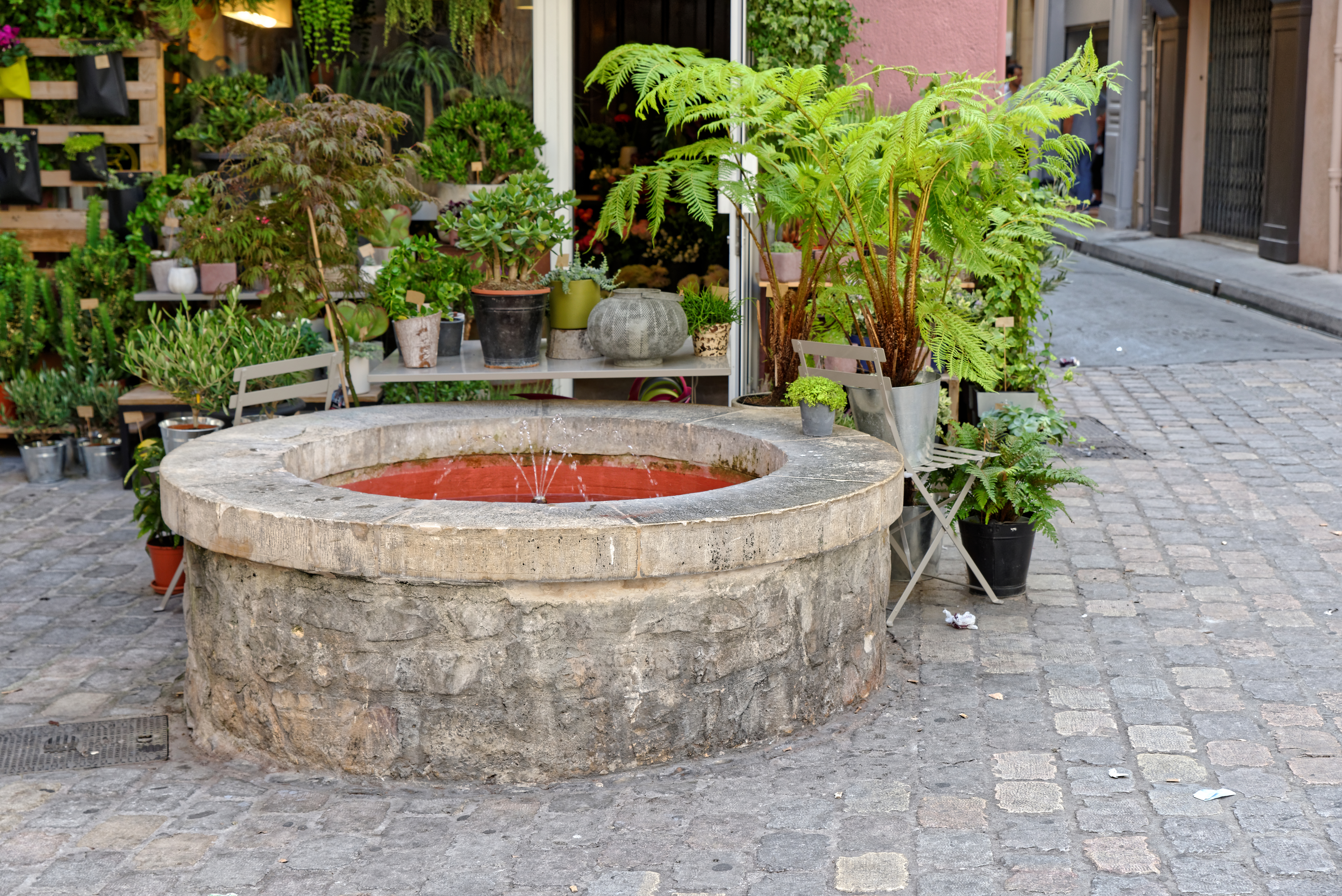
Fontaine du Puits Neuf, rue Mignet

### Méjanes - Gares

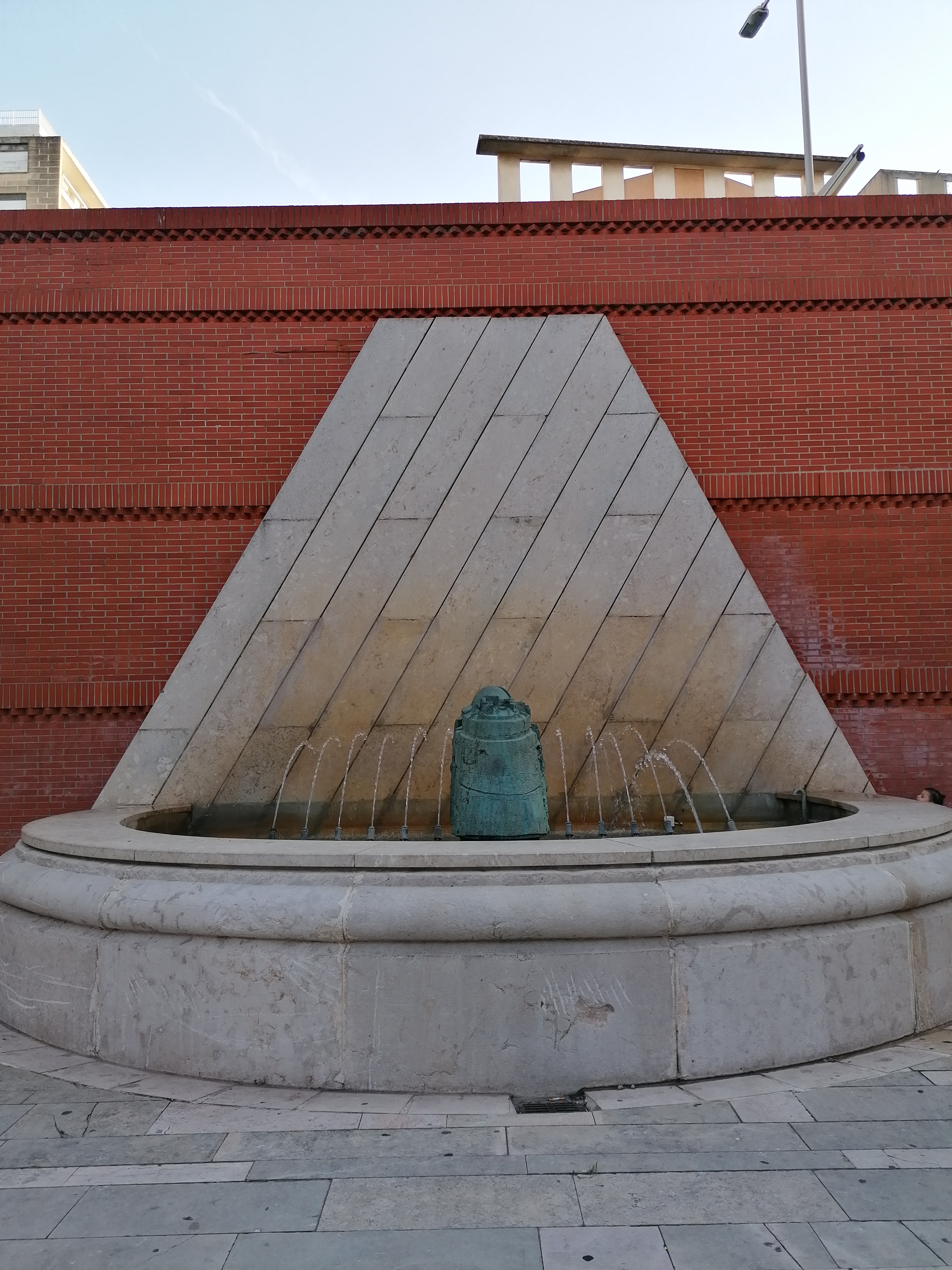
Brunnen der Synagoge «le manège», traverse du cirque
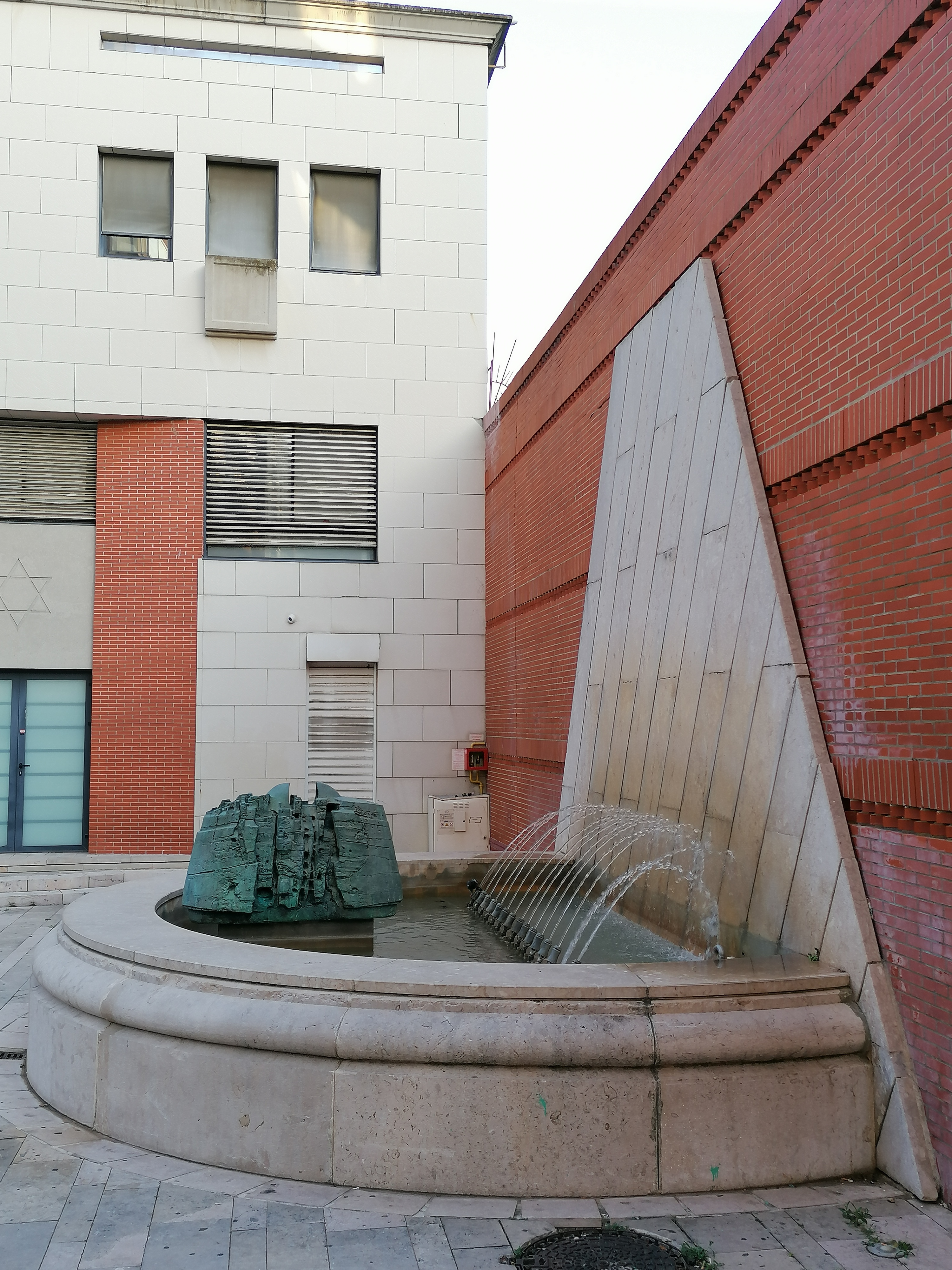
Brunnen der Synagoge «le manège», traverse du cirque
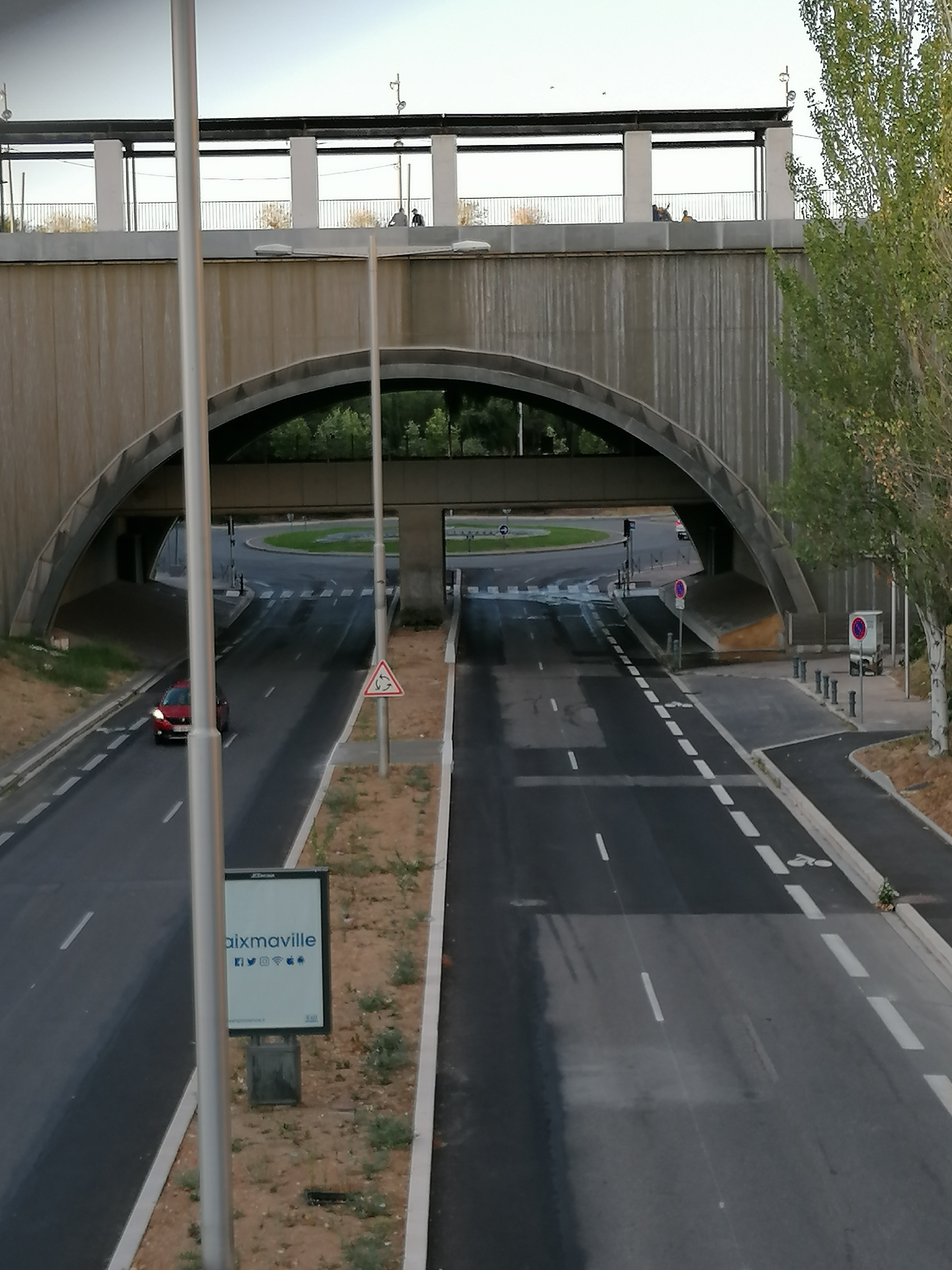
„Wasserwand“ („Mur d'eau“), avenue Max Juvenal
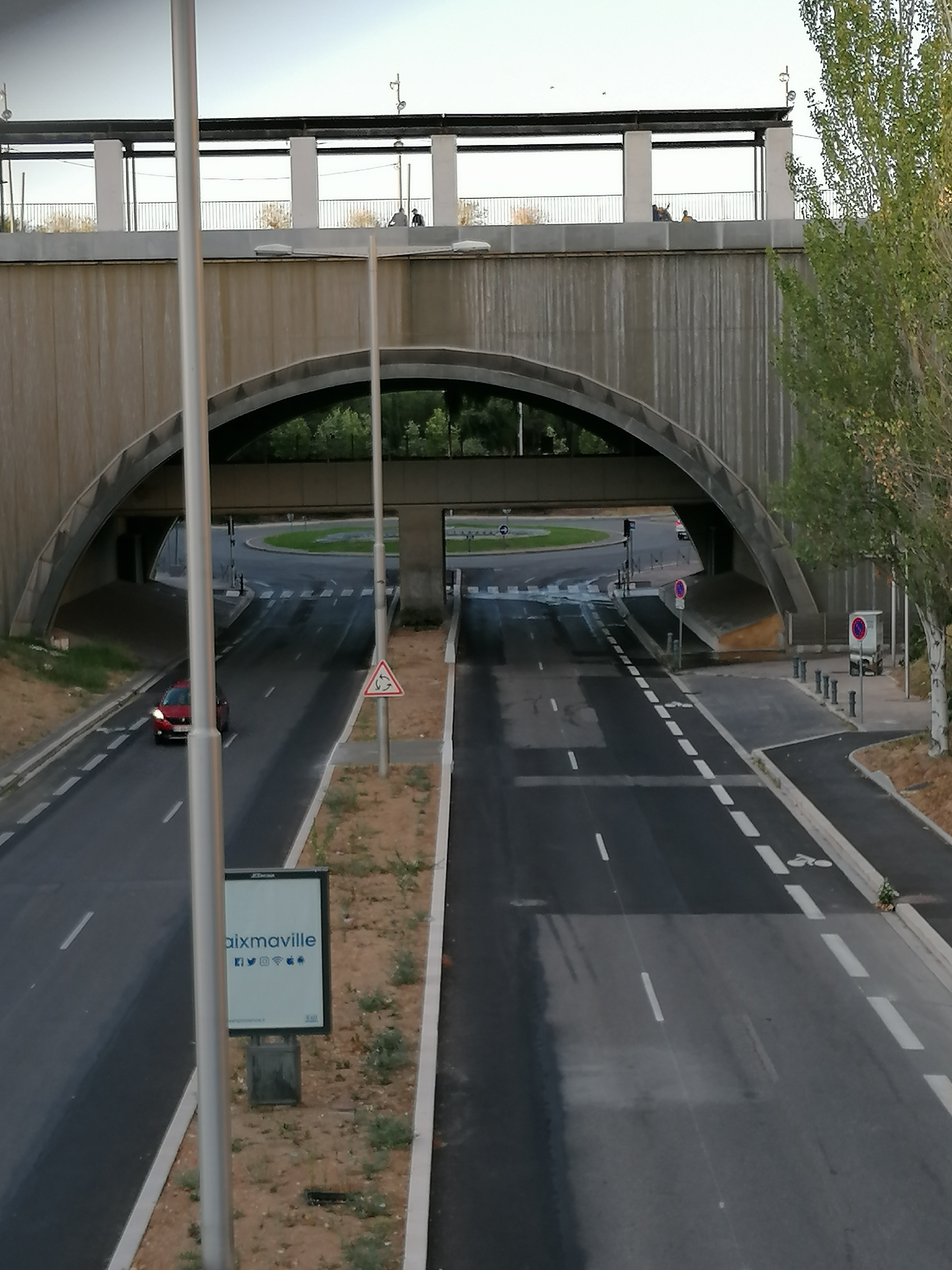
Brunnen des Kreisels des François Turpin (Hinter der Durchfahrt der „Wasserwand“)
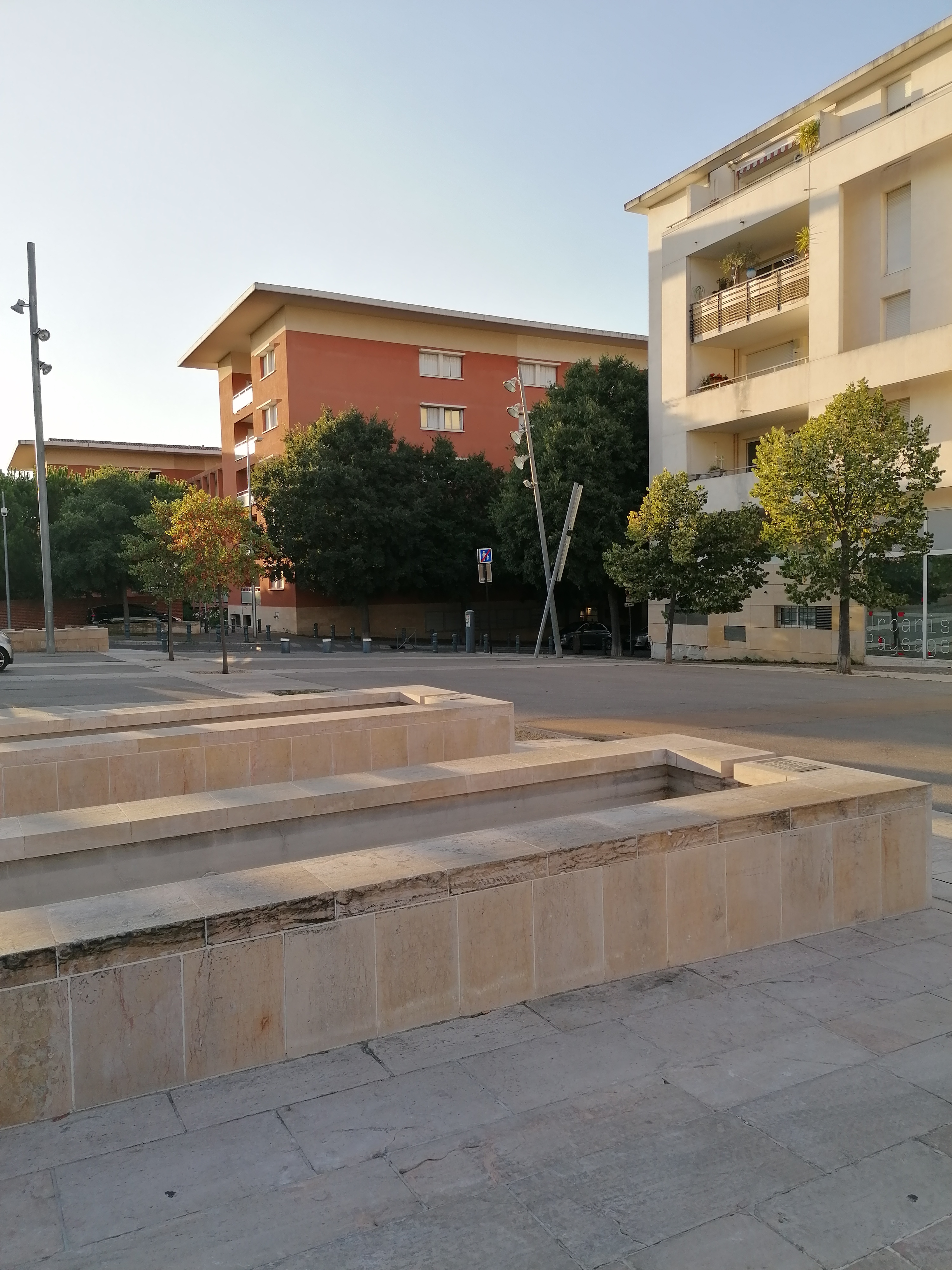
Brunnen der Avenue Mozart
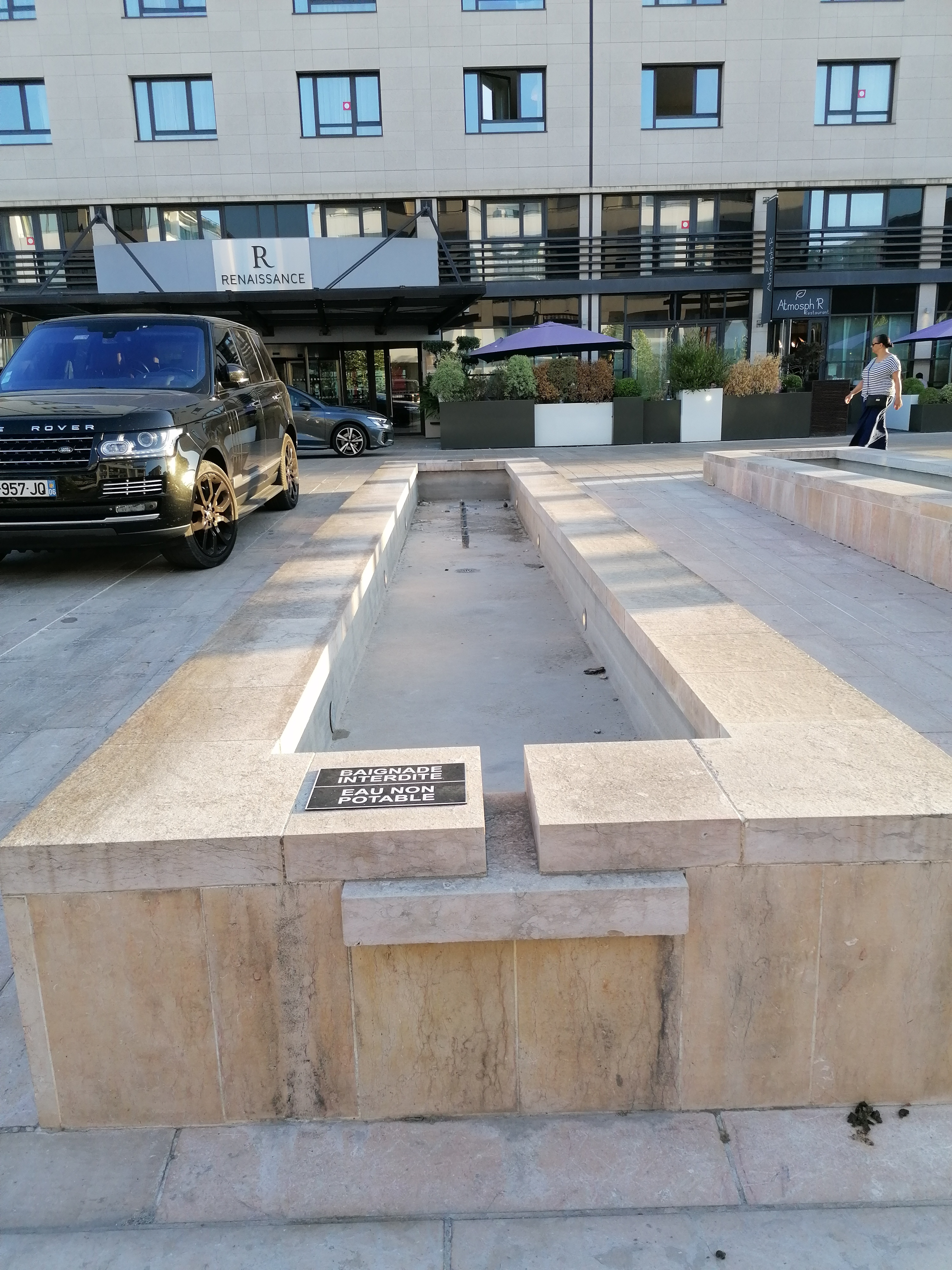
Brunnen der Avenue Mozart

### Jourdan

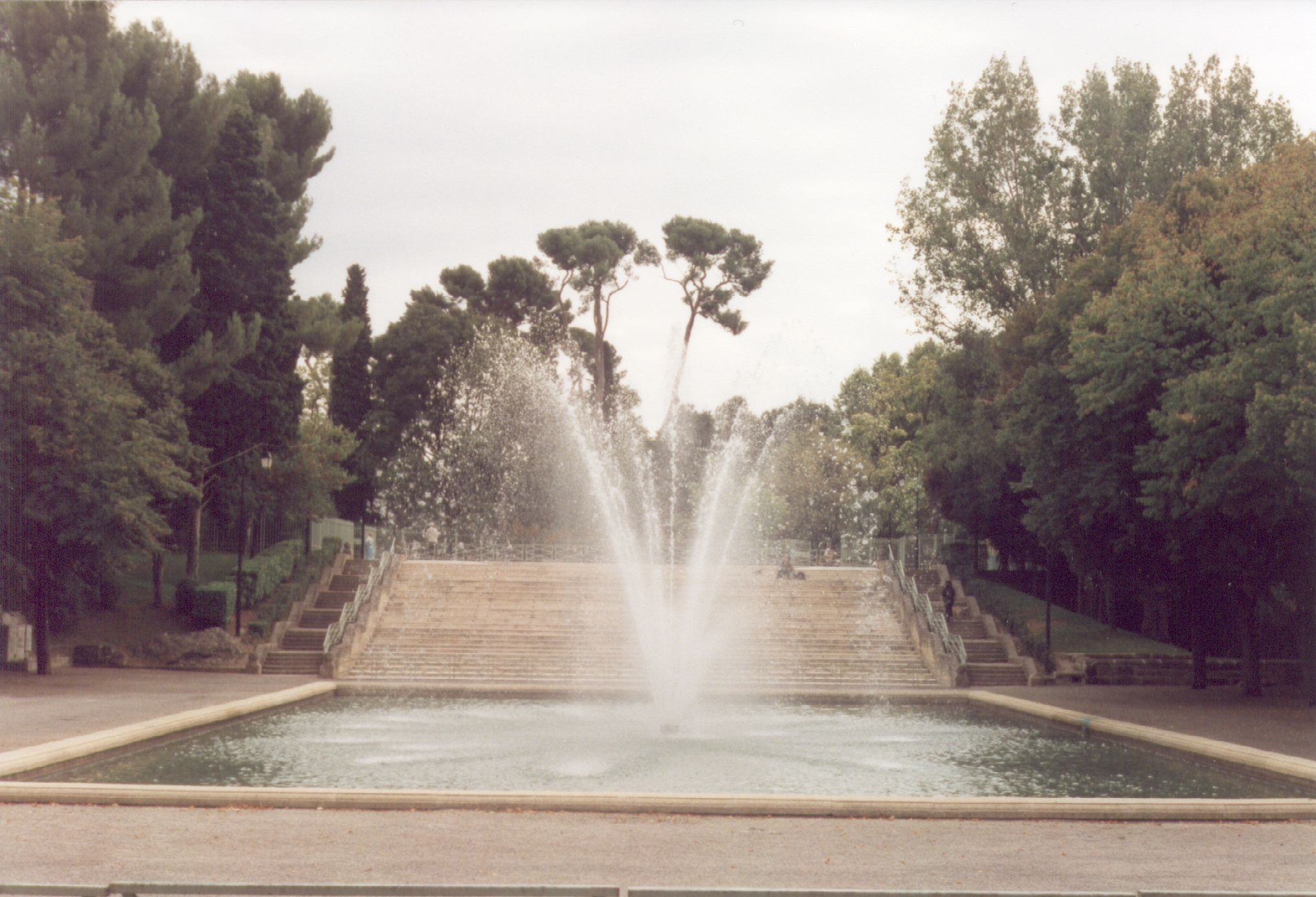
Brunnen und Reflektionsbecken des Parc Jourdan

### Minimes

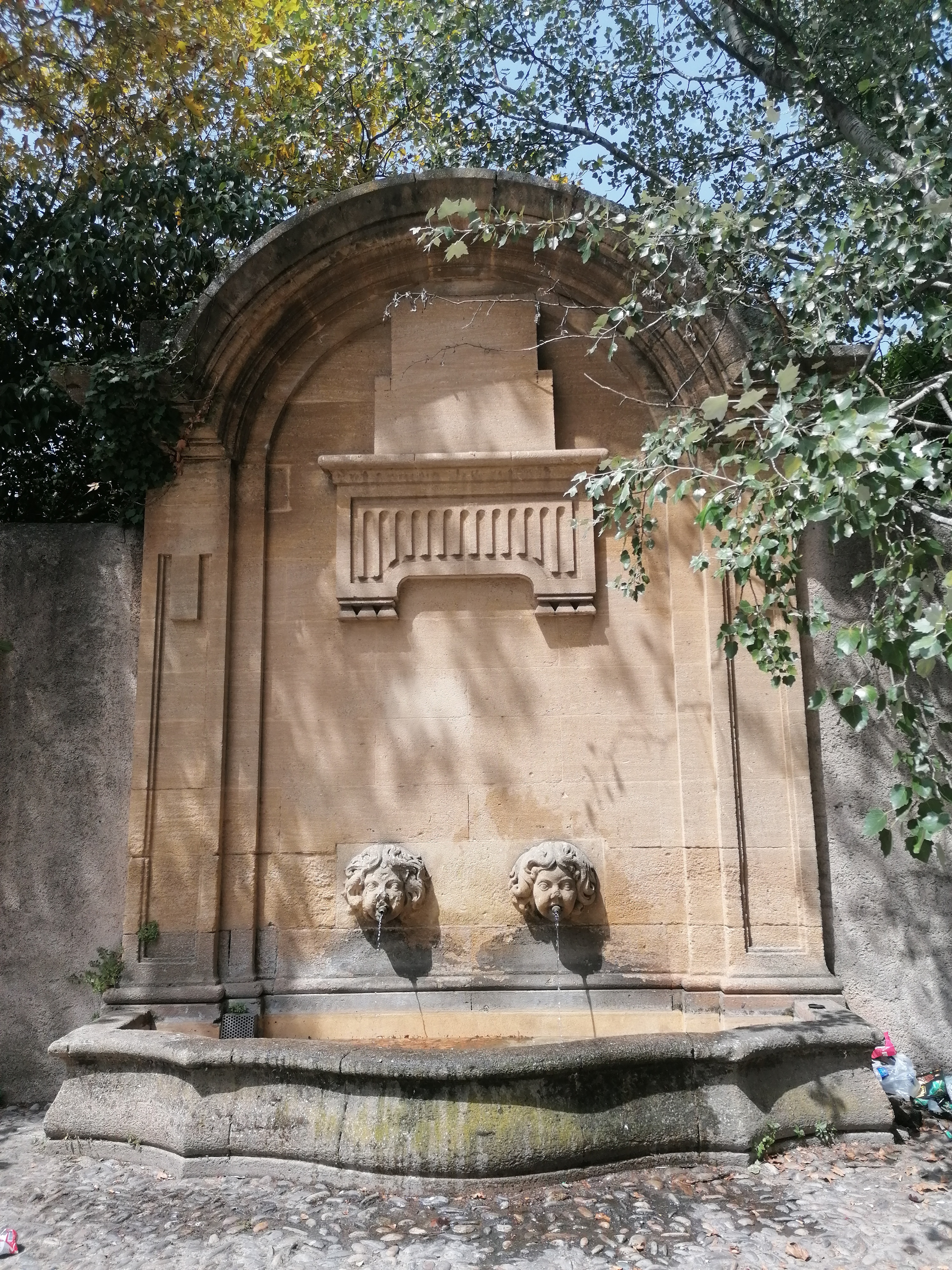
Fontaine des Minimes, Cours des Minimes

### Jas de Bouffan

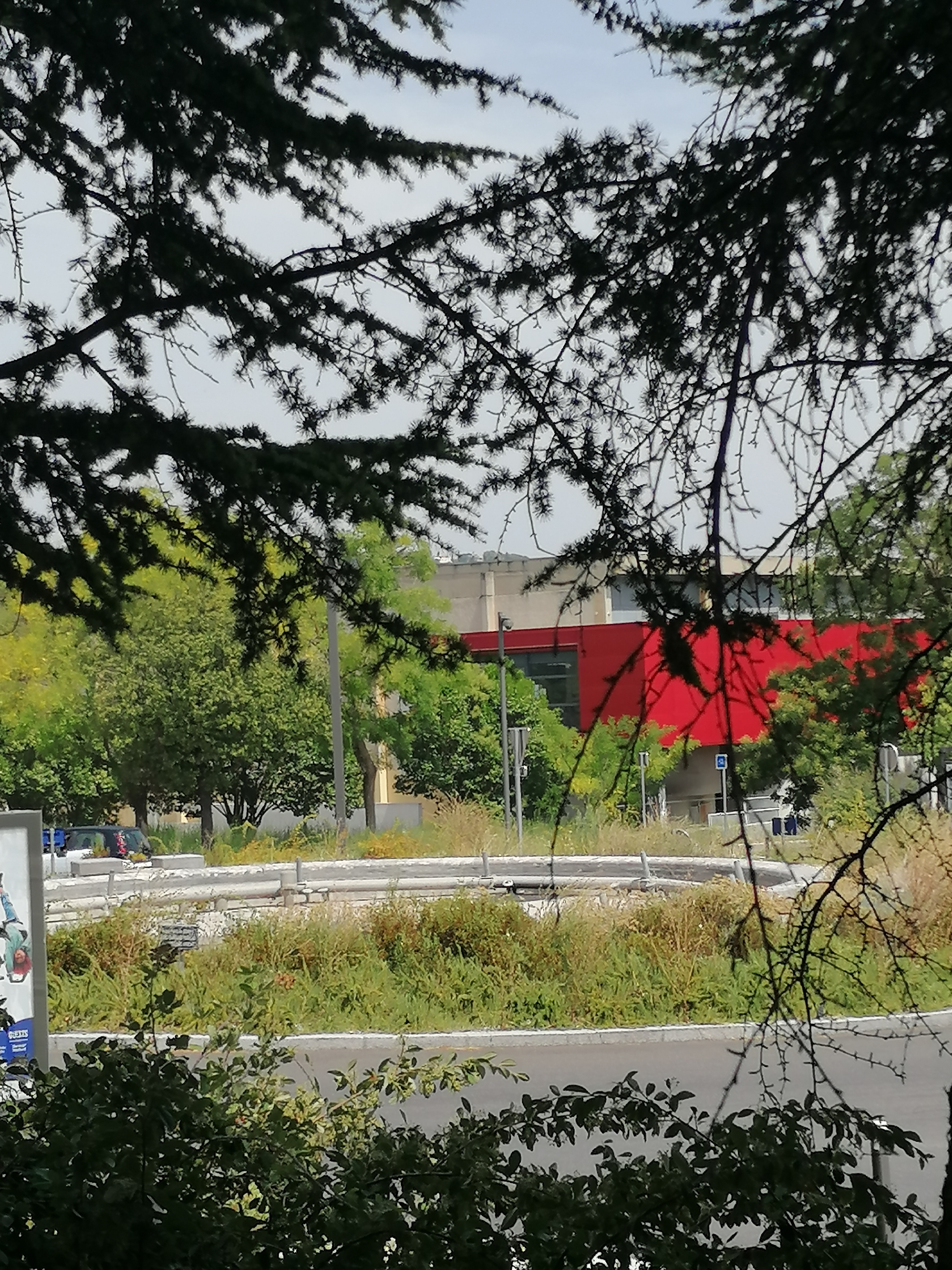
Fontaine du rond-point du Corps Expéditionnaire Francais en Extrème Orient

- Des Weiteren befindet sich im Stadtteil Jas de Bouffan:
- der Brunnen des Parc paysager

- der Brunnen des rond-point Pierre-Joseph Baumel[7]

### Pont de l'Arc

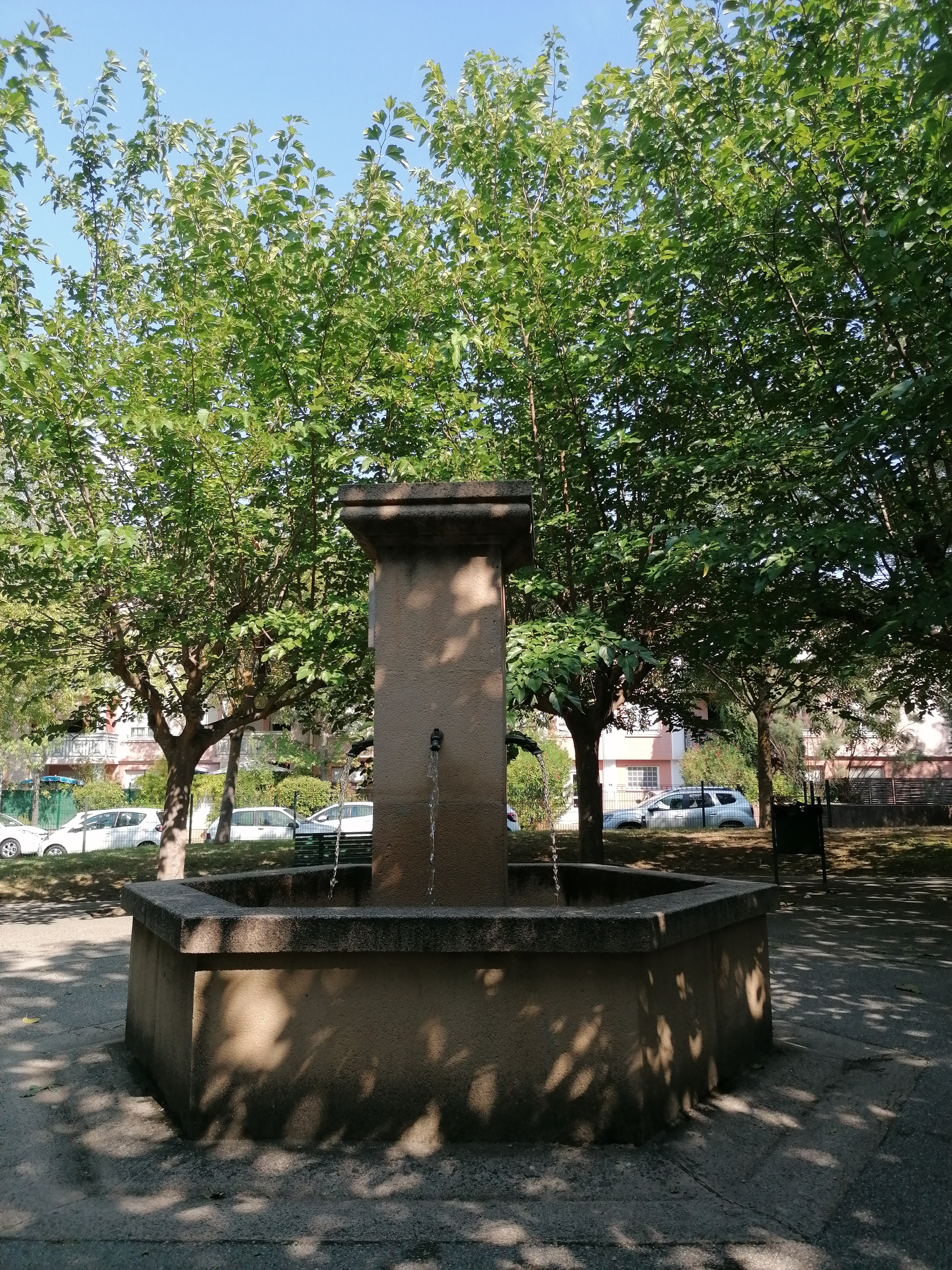
Fontaine du square Jane Aublet, Pont de l'arc

### Les Milles

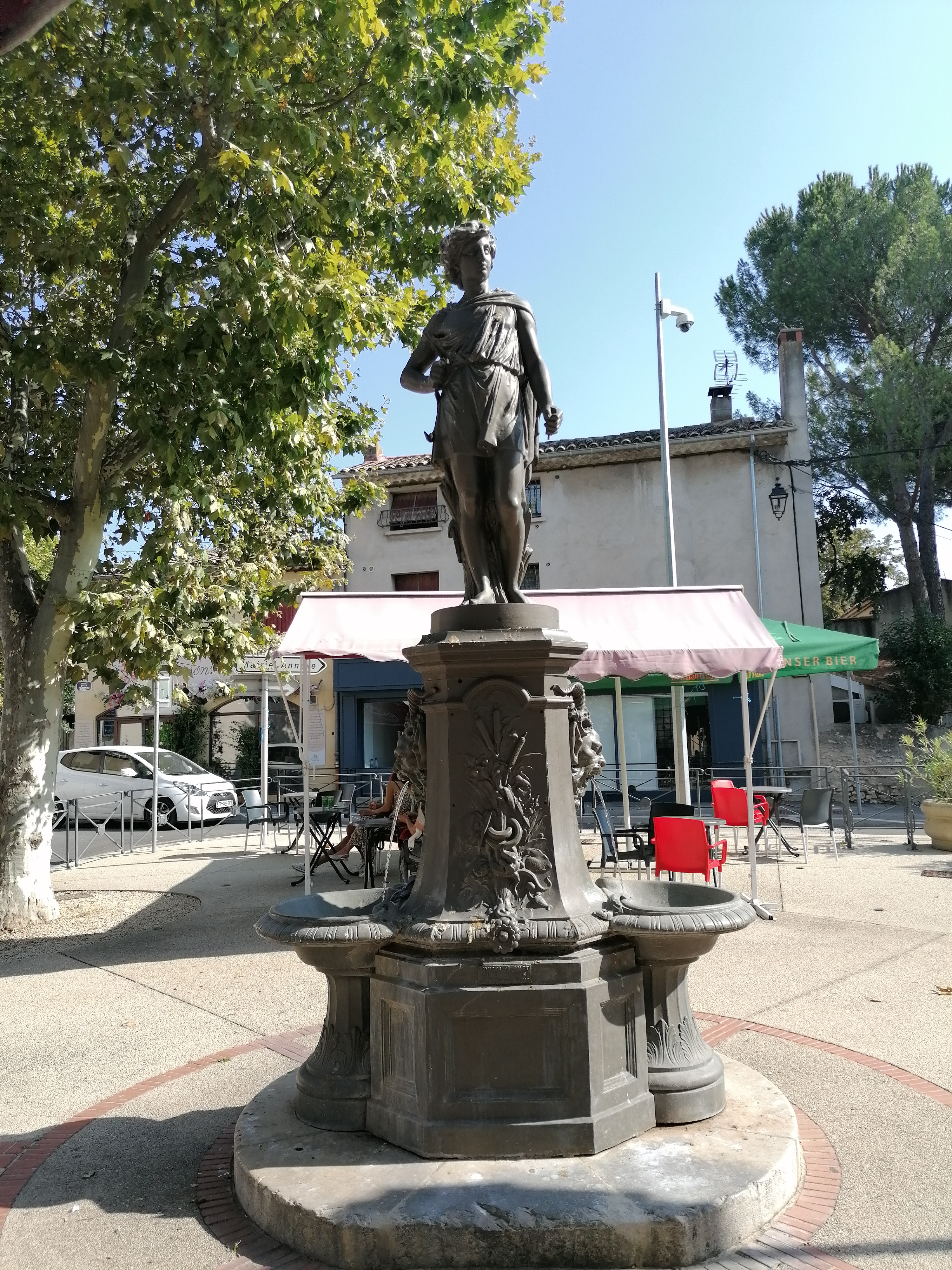
Fontaine de l'Éphèbe, Cours Marcel-Bremond